# 展城館
展城館（英語：City Gallery），是香港首個以城市規劃與大型基礎設施為主題的展覽館，由香港規劃署籌辦與管理。其前身乃於2002年7月3日啟用的香港規劃及基建展覽館，臨時館址位於中西區中環愛丁堡廣場3號地下，至2009年4月起暫停開放，並遷往美利道停車場大廈的臨時館址，以騰出空間為原址擴建成為永久展館。擴建工程於2012年6月完成，於8月20日開幕，並更名為展城館。

## 歷史
建築物的位置始在20世紀初為預留予域多利遊樂會作會址，但由於毗鄰威爾斯親王軍營需擴建船塢而延至1907年交予會方。會所由1908年沿用到1954年，後來配合1950年代中區填海及未來香港大會堂的興建而再拆卸搬遷。
1960年代填海工程完成後，位置一直騰空為香港大會堂低座前的空地，作為愛丁堡廣場的一部份。
現時展城館原本整幢屬「大會堂低座附屬建築物」的市政局大樓，由建築署建築師鮑紹雄設計，樓高四層，斥資750萬港元興建的市政局新大樓於1976年5月8日奠基，1977年4月19日啟用，原先位於中區政府合署西座的會議廳亦遷移至該處。於1997年12月至1999年12月31日期間免費開放，介紹市政局的發展歷程。市政局解散後，原址曾經被作為食物環境衞生署辦公室。2002年，大樓地下層被更改興建為香港規劃及基建展覽館臨時展館，展覽館以上的1至4樓則為食物環境衛生署及酒牌局辦公室。

### 永久展館
按照原來計劃，愛丁堡廣場館址僅為臨時展館，永久展館原定建於位於新的香港政府總部內，總建築樓面面積約24,000平方米。但是由於立法會的各政黨要求降低政府總部的發展密度，政府其後唯有刪除了此計劃，退而求其次於原址擴建。擴建計劃中，永久展館將會使用整座建築物的5層，整個擴建計劃耗資2.5億港元，完成後將會可以提供近3,200平方米的總建築樓面面積，比起政府原定希望推出的方案大幅地縮減了近85%。擴建工程於2009年展開，位於大會堂側的原館址於4月21日暫停開放。工程期間香港規劃及基建展覽館遷往美利道停車場大廈地下，於同年6月開放。擴建工程於2012年6月完成，並且於同年8月20日開幕，名稱亦更改為展城館，8月22日起正式開放予市民參觀。工程完成後正門被移至面對海濱的方向，同時亦取消了連接大會堂高座的天橋通道。
2021年5月，中環展城館完成翻新，重新開放。展館內增添不少互動遊戲和「打卡」位，包括互動投影。

## 展覽內容

### 愛丁堡廣場永久展館

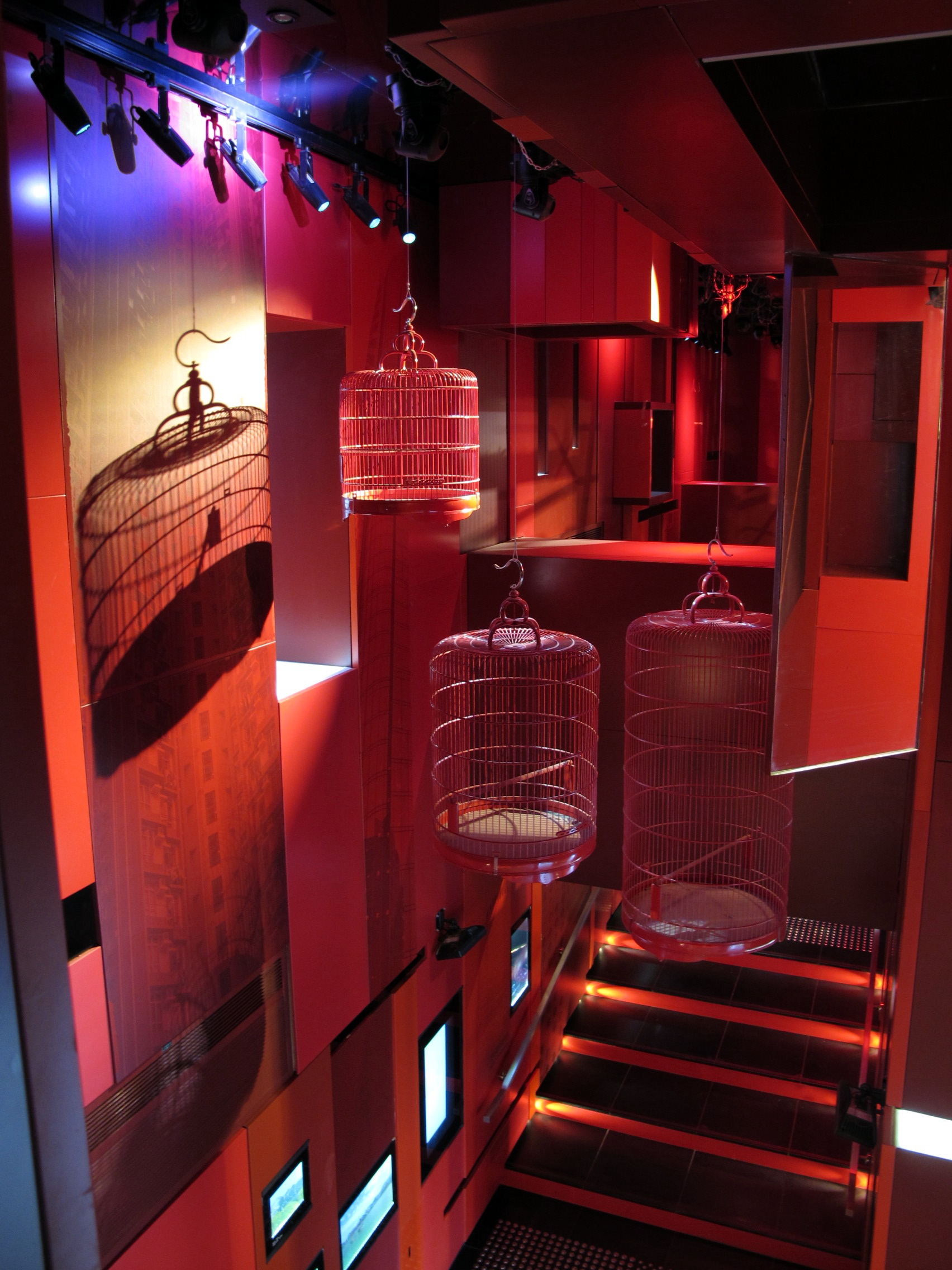
「獨特的香港」中庭以紅色作主調

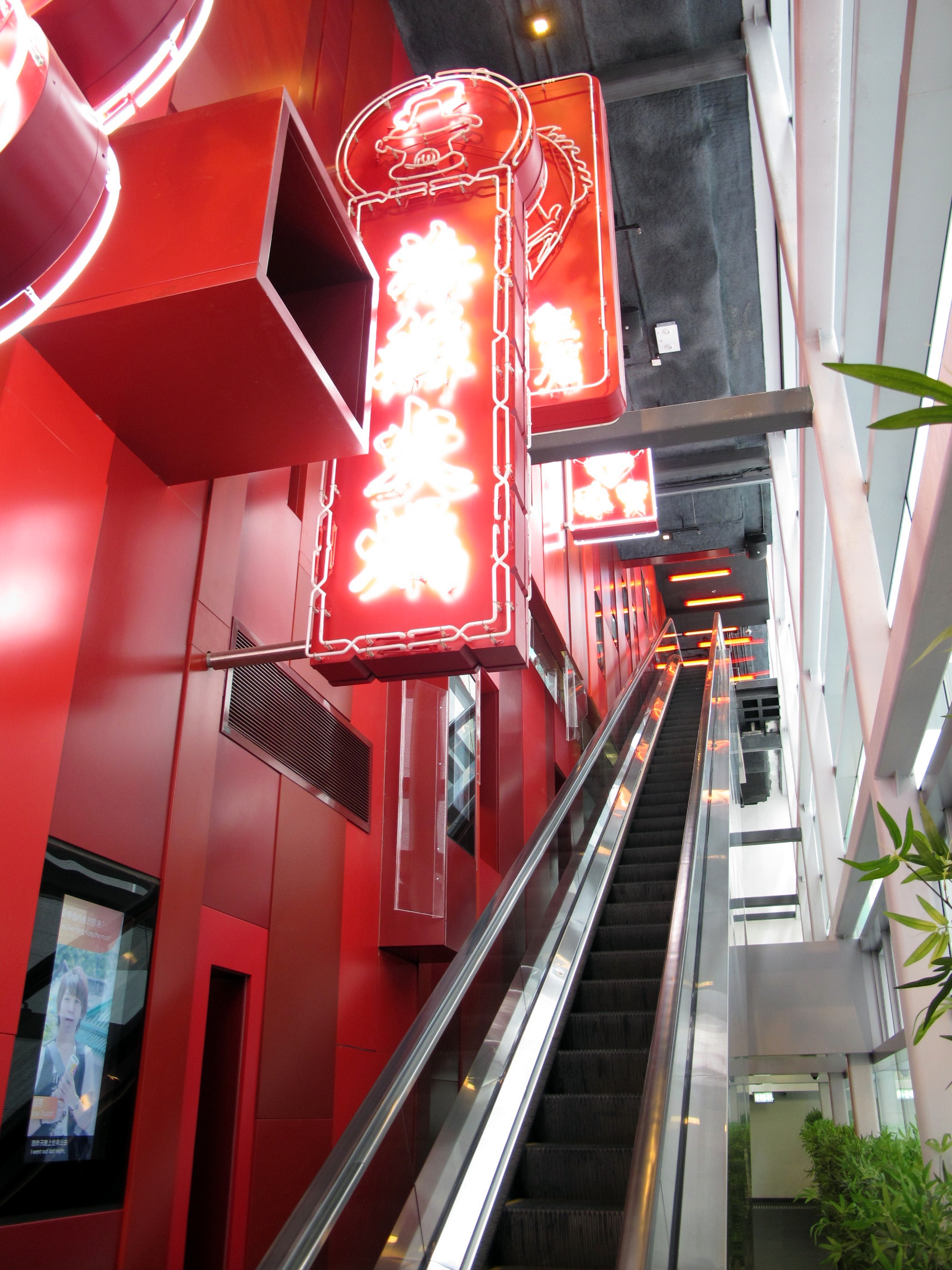
參觀者需乘扶手電梯到3樓參觀

展館位於中環愛丁堡廣場3號地下，位於香港大會堂低座旁邊，佔地約3,200平方米，合共5層，採用了無障礙設施，展城館於2012年8月1日開幕，8月22日起正式開放予市民參觀。展城館由 MET Studio 及 Oval Partnership 聯營設計，展出55件展覽品，向公眾展示對香港規劃的建議，並且透過多媒體展覽品展示，促進公眾認識香港的基礎建設。展館曾於2019年局部進行翻新工程（地下、三樓及四樓），並在2021年5月全面重新開放。

#### 地下
- 「接待處」
- 「規劃視窗」—— 介紹香港基建發展旅程
- 「專題展區」—— 不定期舉行各類與基建有關展覽
- 「卓越城市」—— 比較香港和世界各地城市的城市發展
- 「城市印象」—— 簡單列出全球10大城市所實施的可持續發展措施
- 「獨特香港」—— 展示香港的舊建築，城市地標，與獨特的霓虹光管招牌

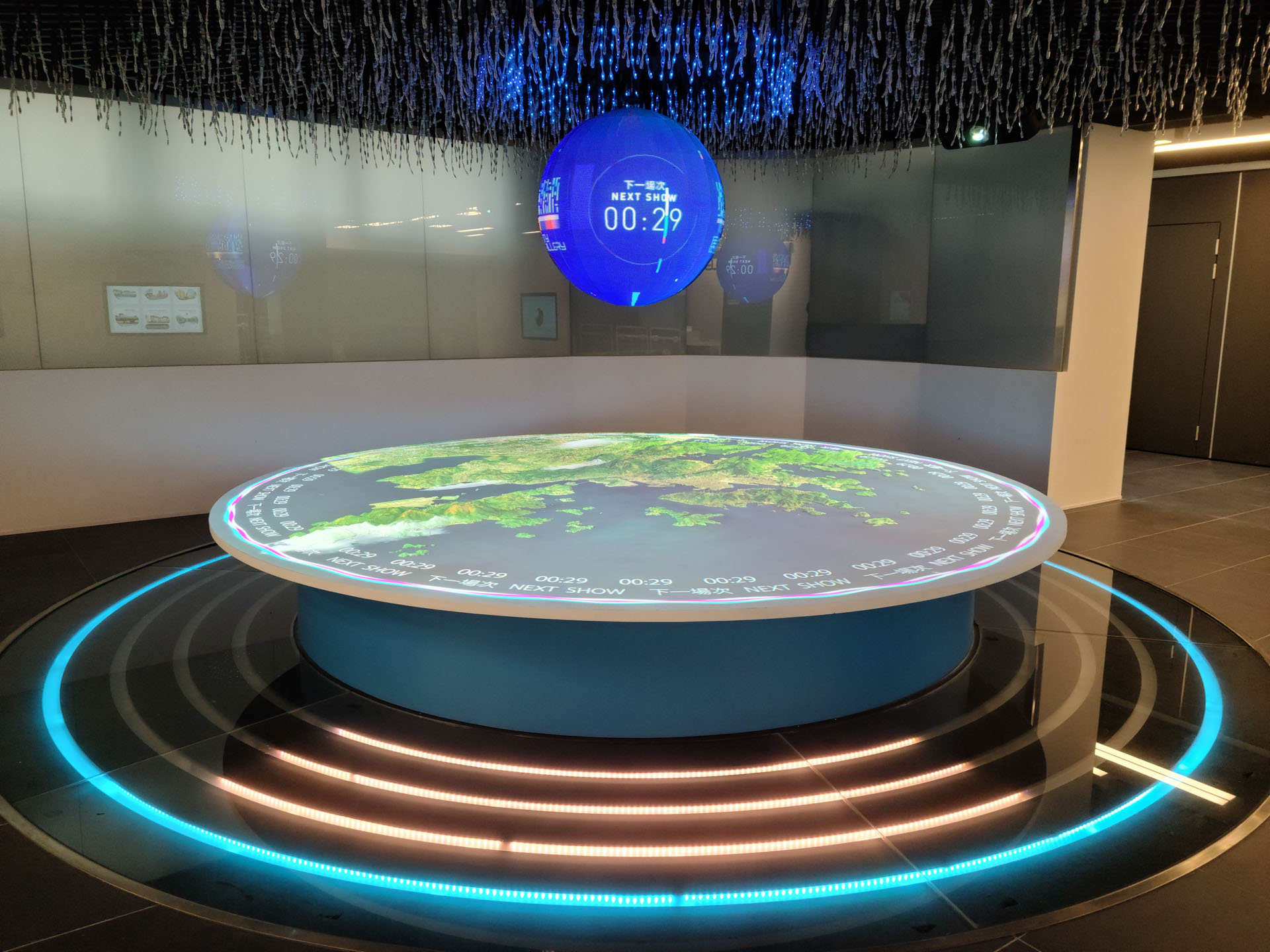
規劃視窗
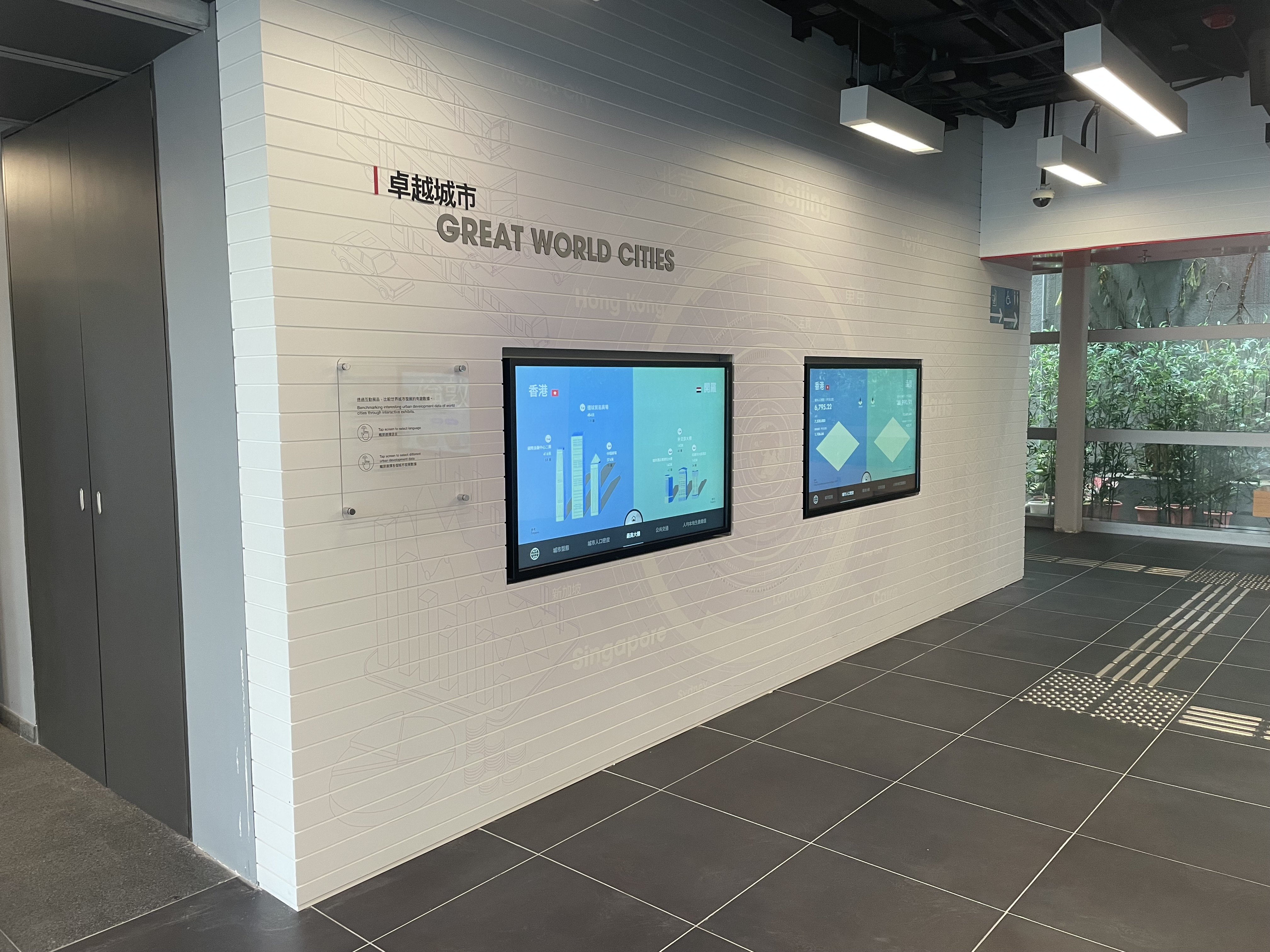
卓越城市
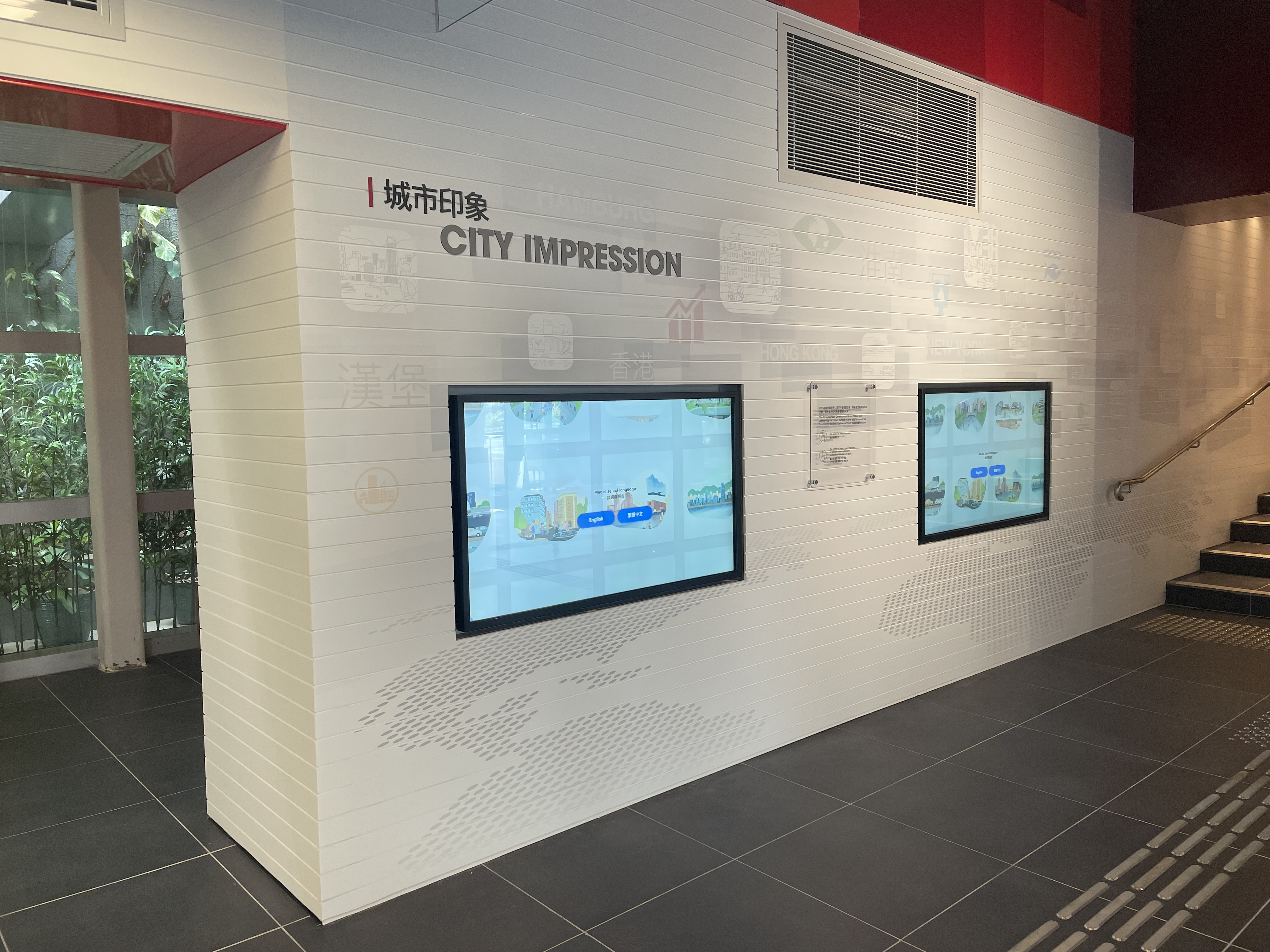
城市印象

#### 一樓
- 「獨特香港」—— 展示香港的舊建築，城市地標，與獨特的霓虹光管招牌
- 「生活環境」—— 展示不同的城市規劃準則
- 「保護文物」—— 展示如何以科技修復文物，透過觀眾投票，檢示保護文物的考慮因素，和標示香港法定古蹟的分級和地點
- 「下一世紀的香港」—— 展示了中外各地對未來城市的構想

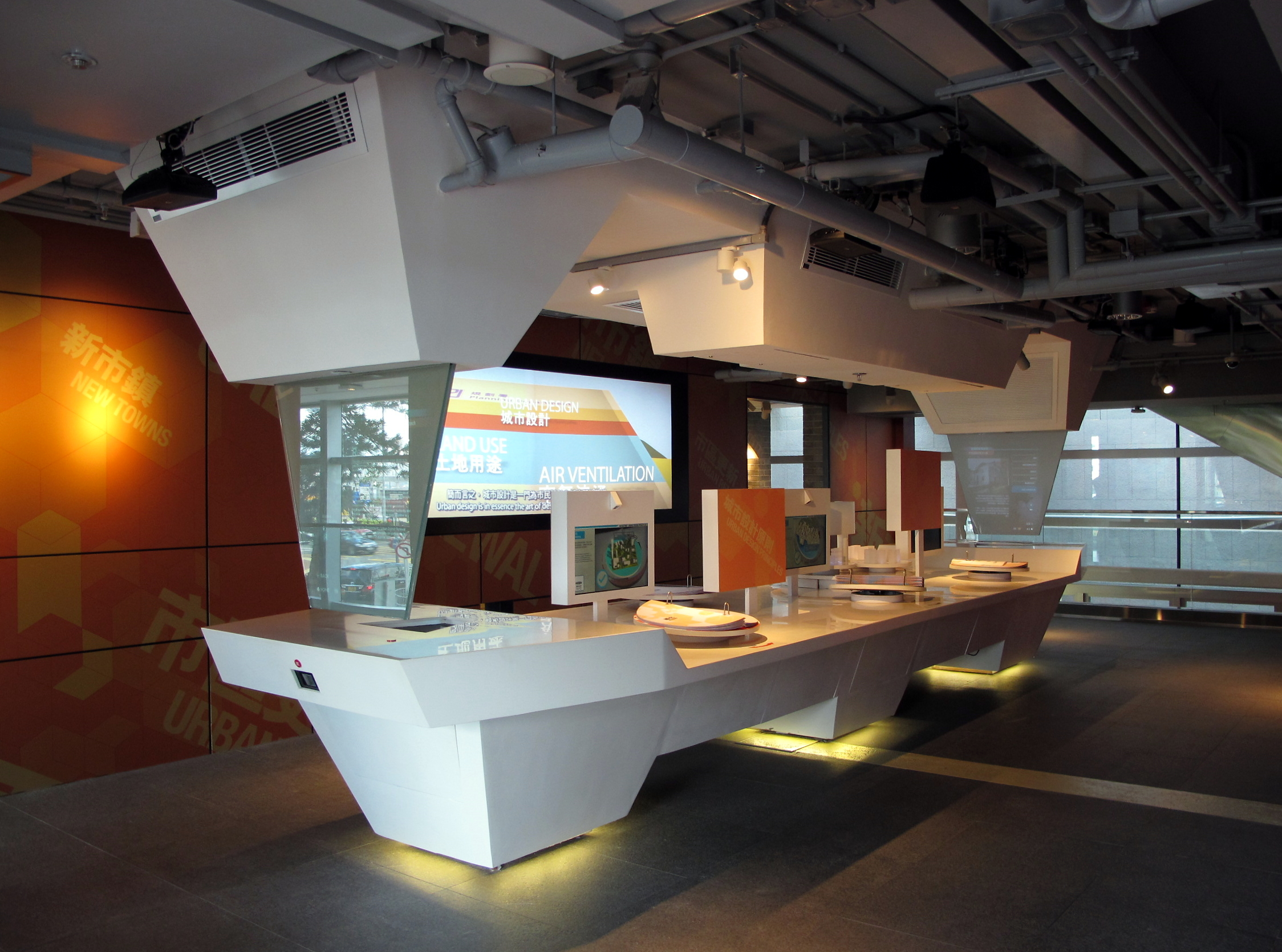
生活環境
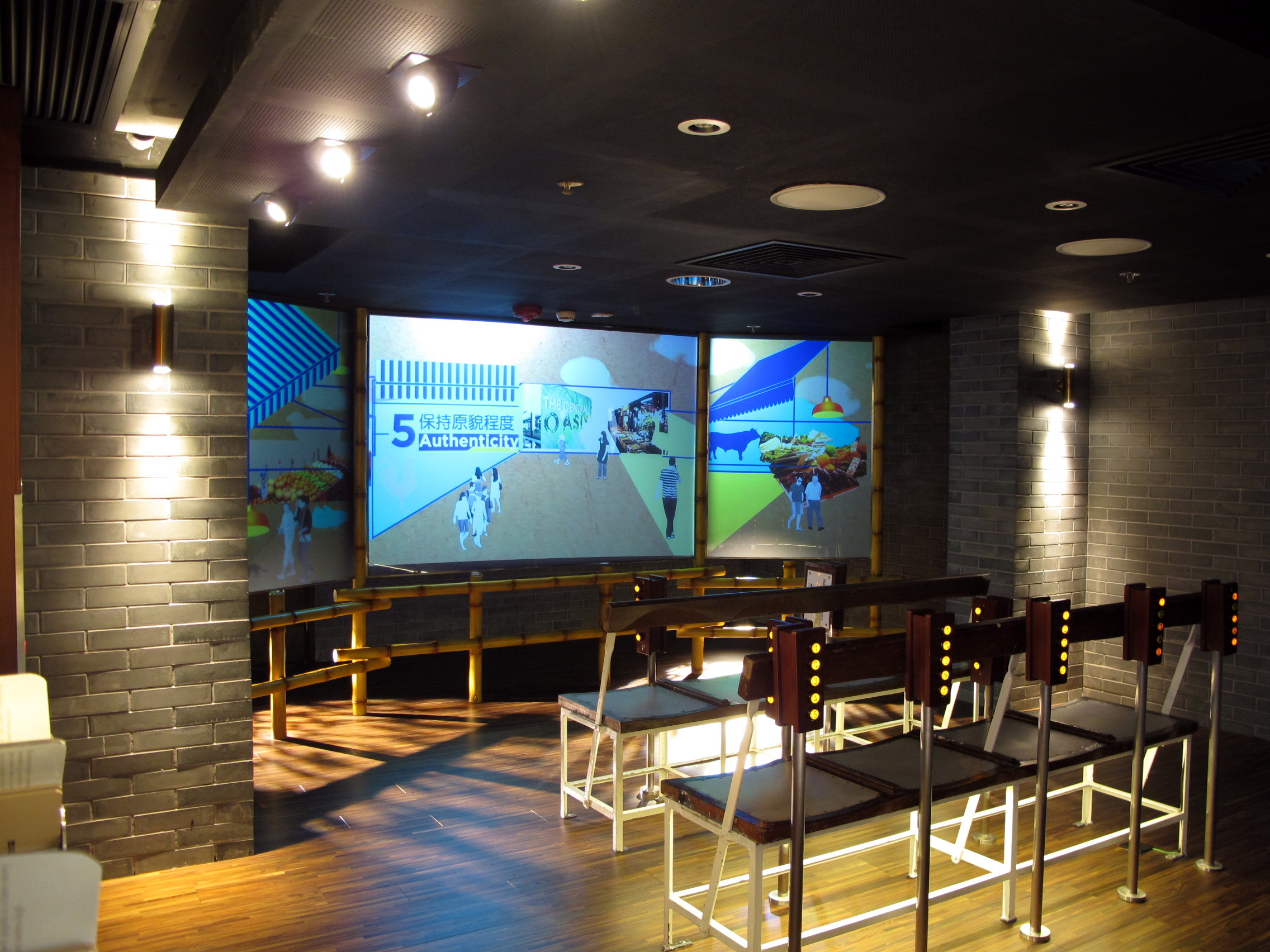
保護文物
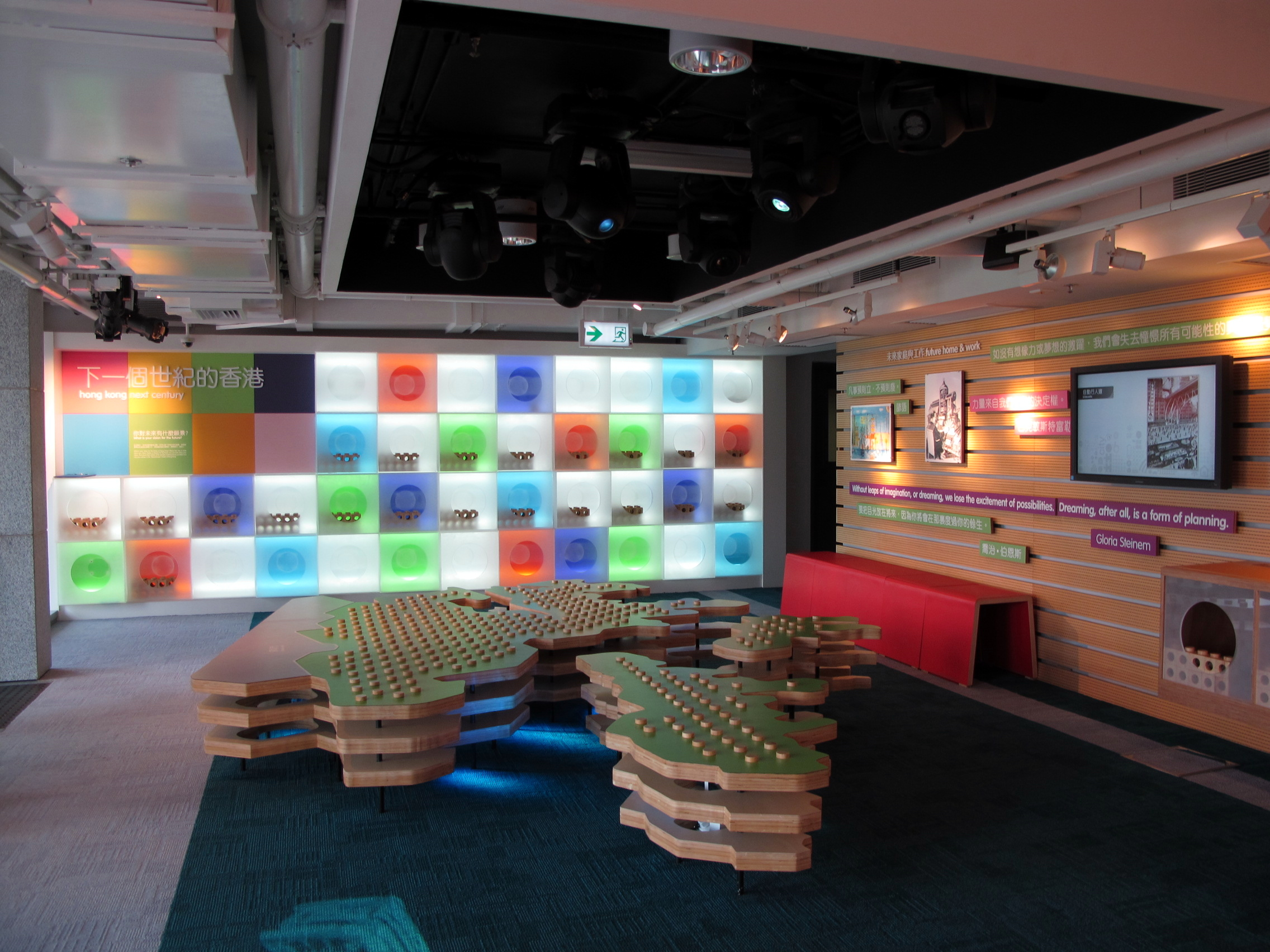
下一世紀的香港

#### 二樓
- 「獨特香港」—— 透過港鐵站設計展示香港交通工具
- 「策略宏圖」—— 介紹香港規劃策略
- 「策略性基建設施」—— 佈置成為隧道，介紹香港的地下基礎建設和興建及維護這些設施所遇到的問題
- 「交通及運輸」—— 佈置成為港鐵金鐘站，介紹香港交通及未來的運輸設施
- 「可持續發展的香港」—— 介紹香港的可持續發展及消閒及康樂好去處

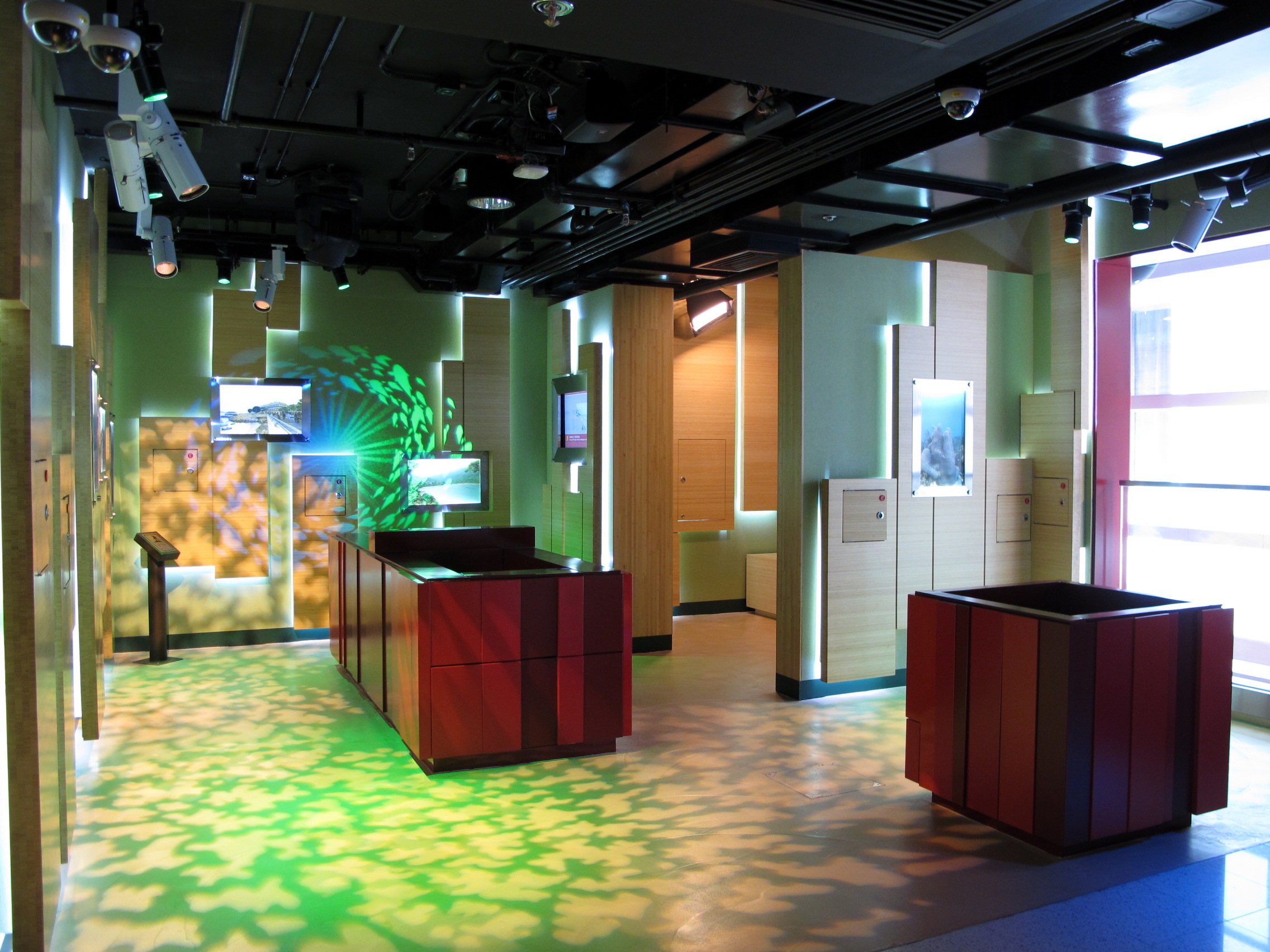
可持續發展的香港
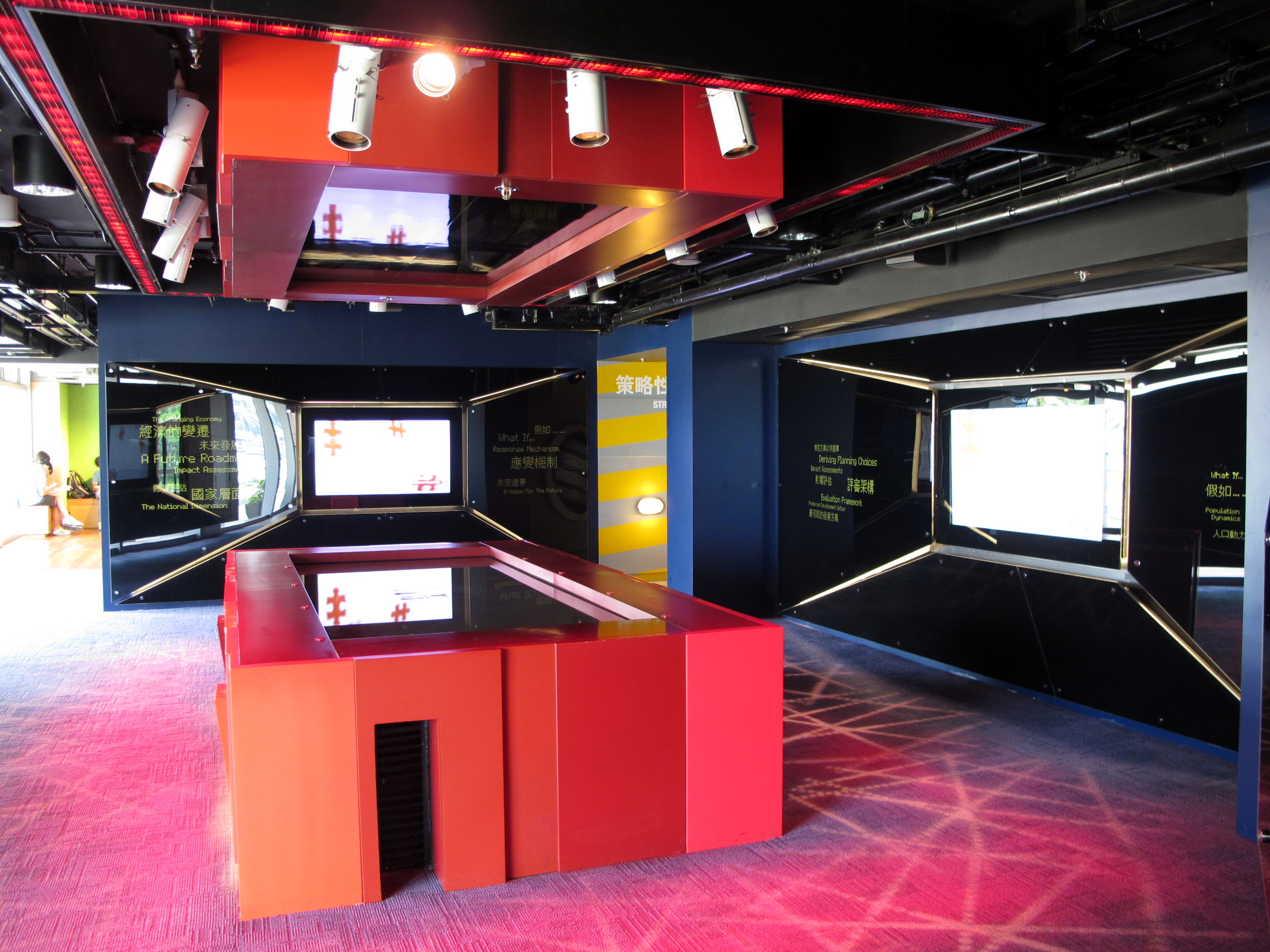
策略宏圖
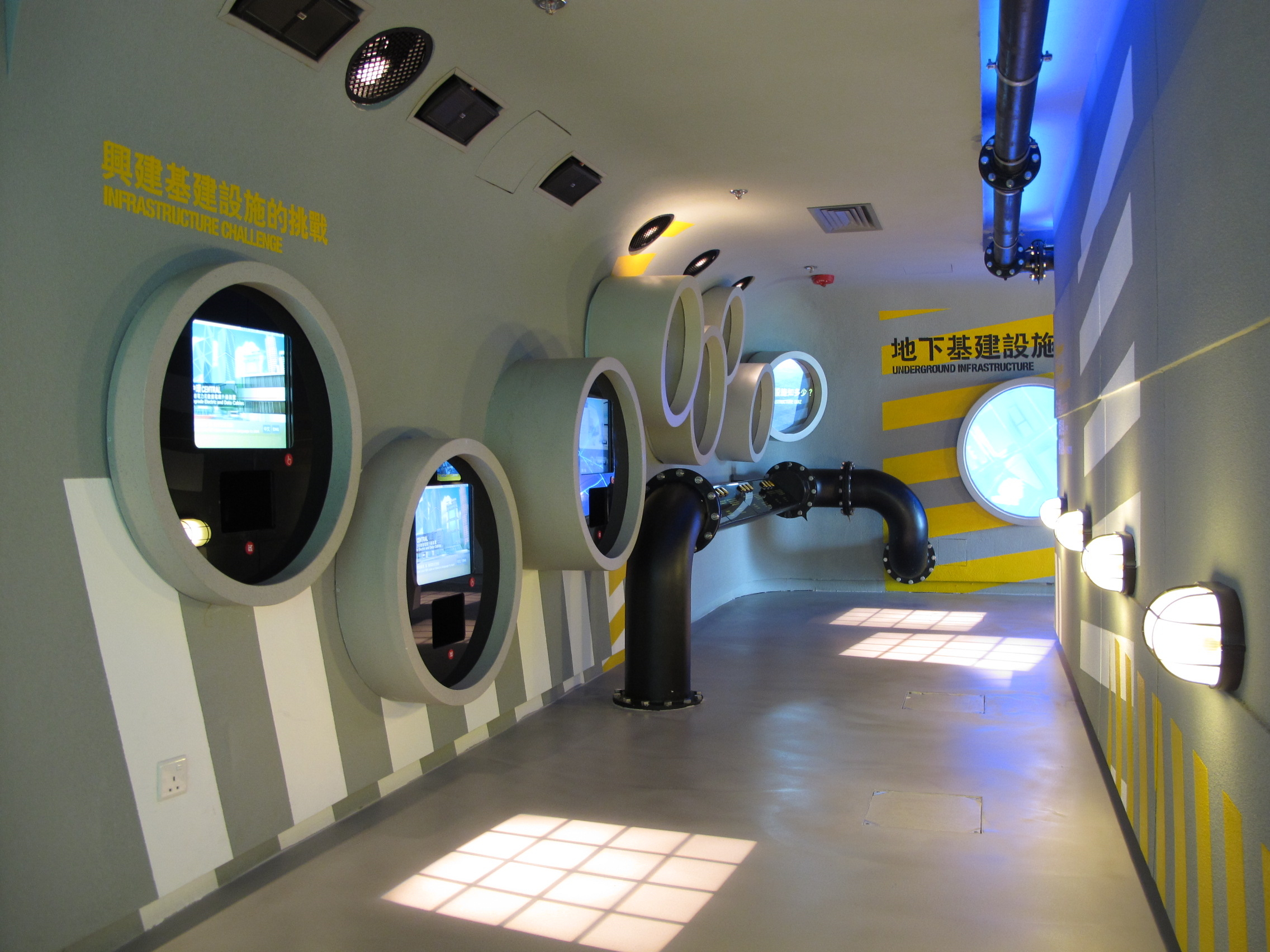
策略性基建設施
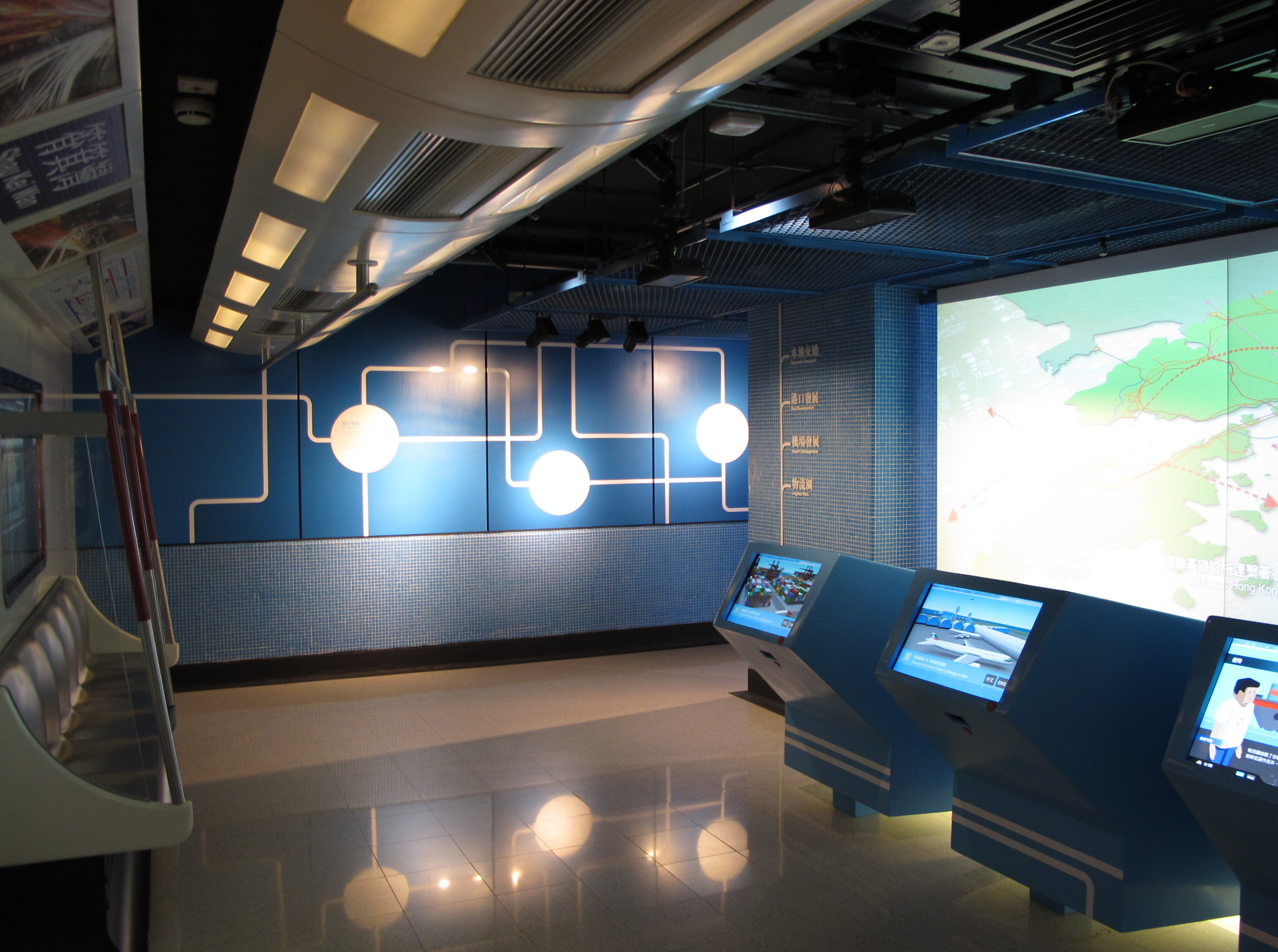
交通及運輸

#### 三樓
- 放映院（1） —— 不定期舉行各類與基建相關展覽
- 放映院（2）—— 不定期舉行各類與基建相關展覽
- 「規劃里程碑」—— 展示香港的規劃史與規劃過程
- 「海岸及天際線」—— 展示九龍與香港島北岸不同年代的發展建設

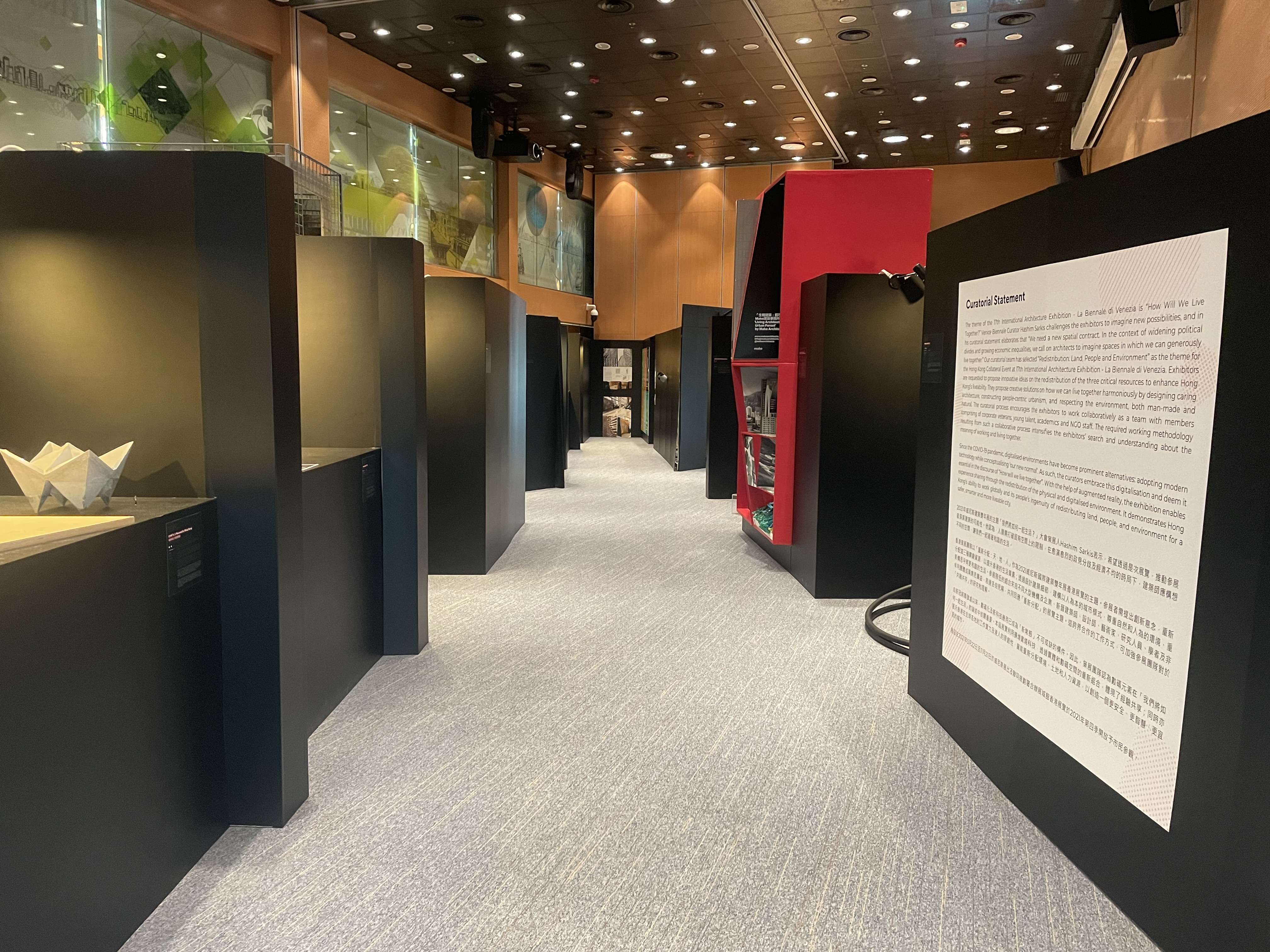
放映院（1）及放映院（2）
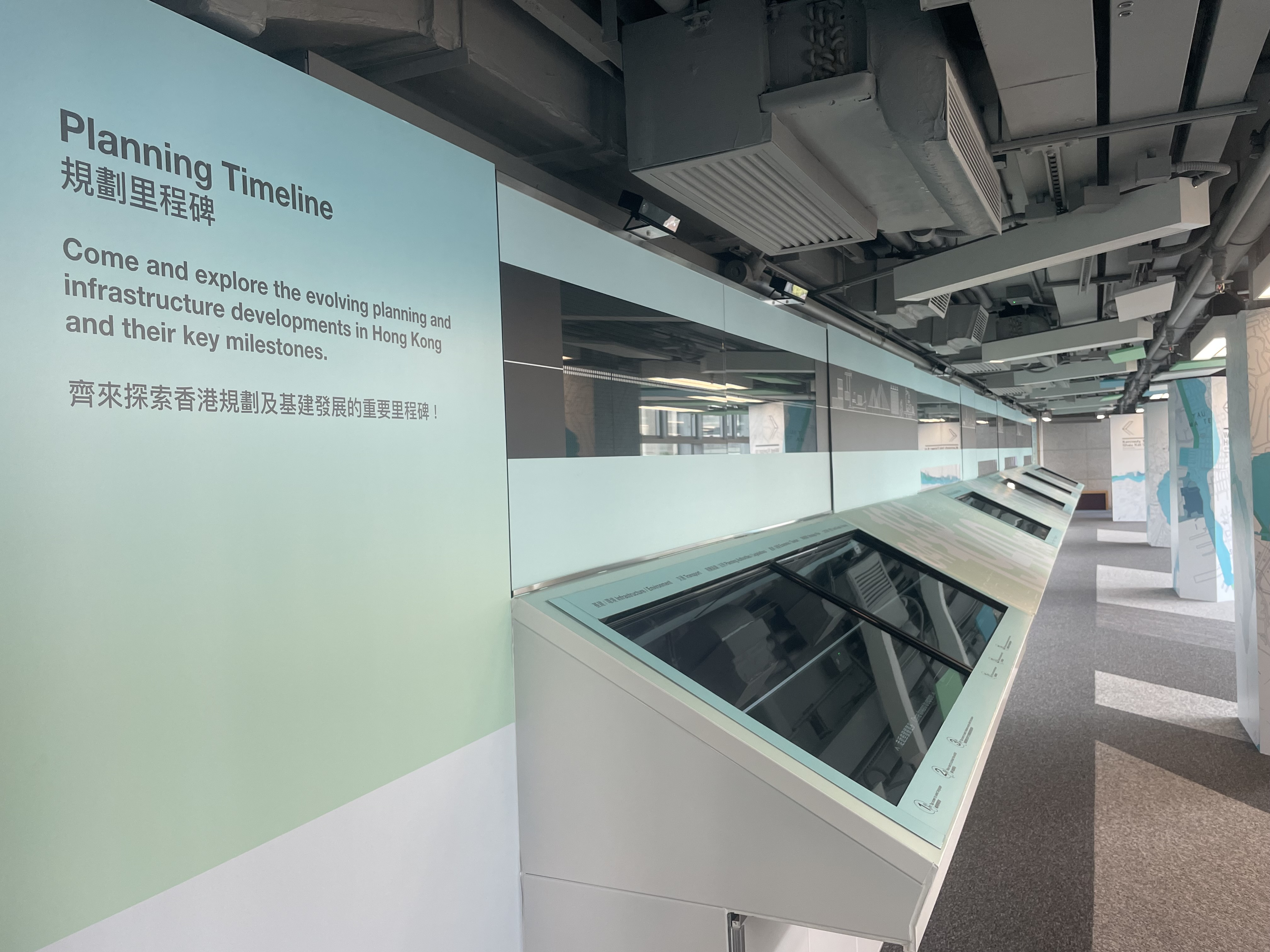
規劃里程碑
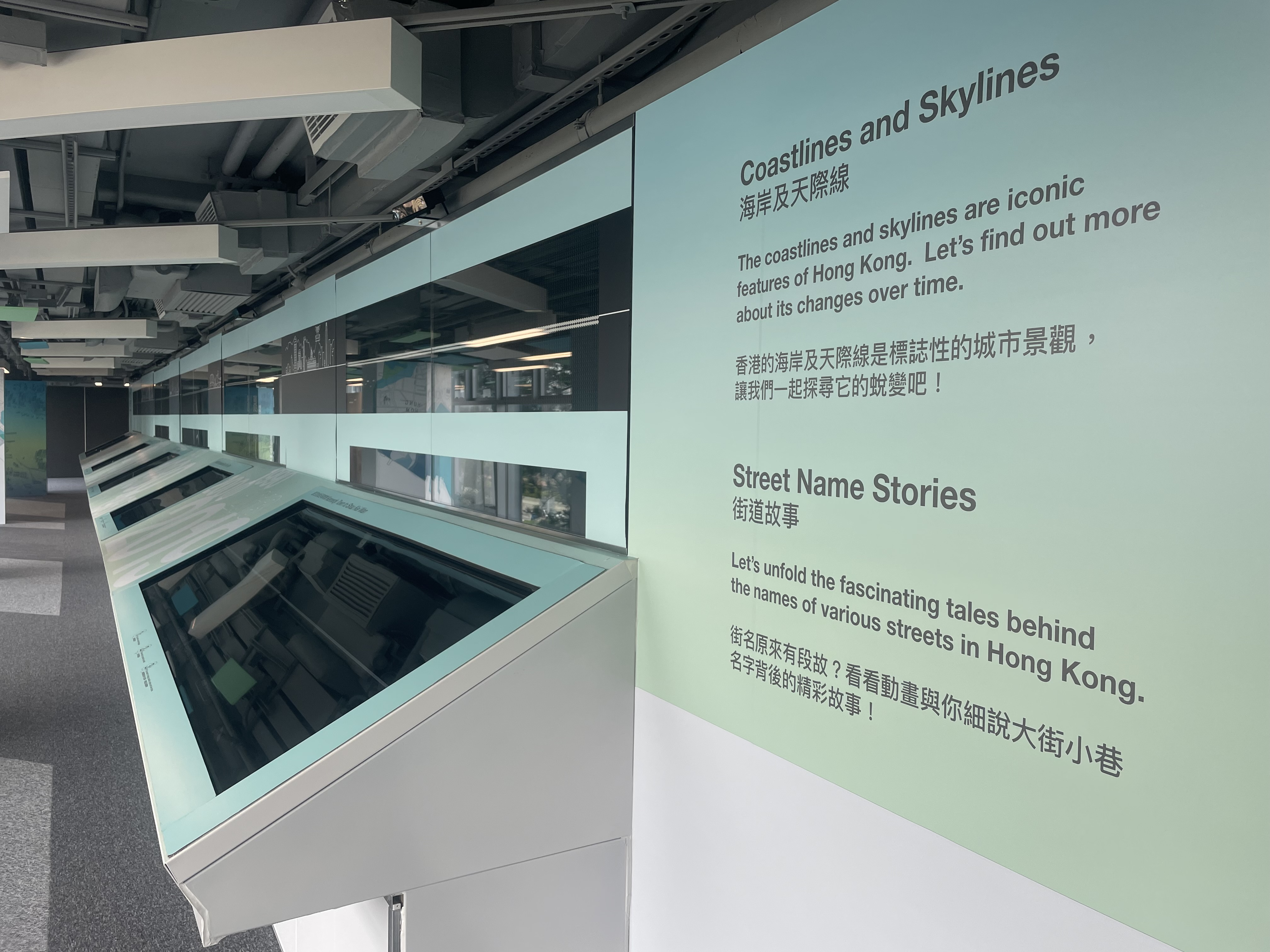
海岸及天際線

#### 四樓
- 「展‧望兩世紀」—— 收藏了關於規劃和基建設施的書籍和期刊，參觀者亦可以利用其網上書目檢索系統搜尋書刊，此外資源中心設有閱讀區[16]
- 「香港今昔」—— 比較香港各地新舊相片
- 「尋寶城市」—— 微縮模型展
- 「共融城市」—— 香港首個永久「觸感-聽覺互動裝置」

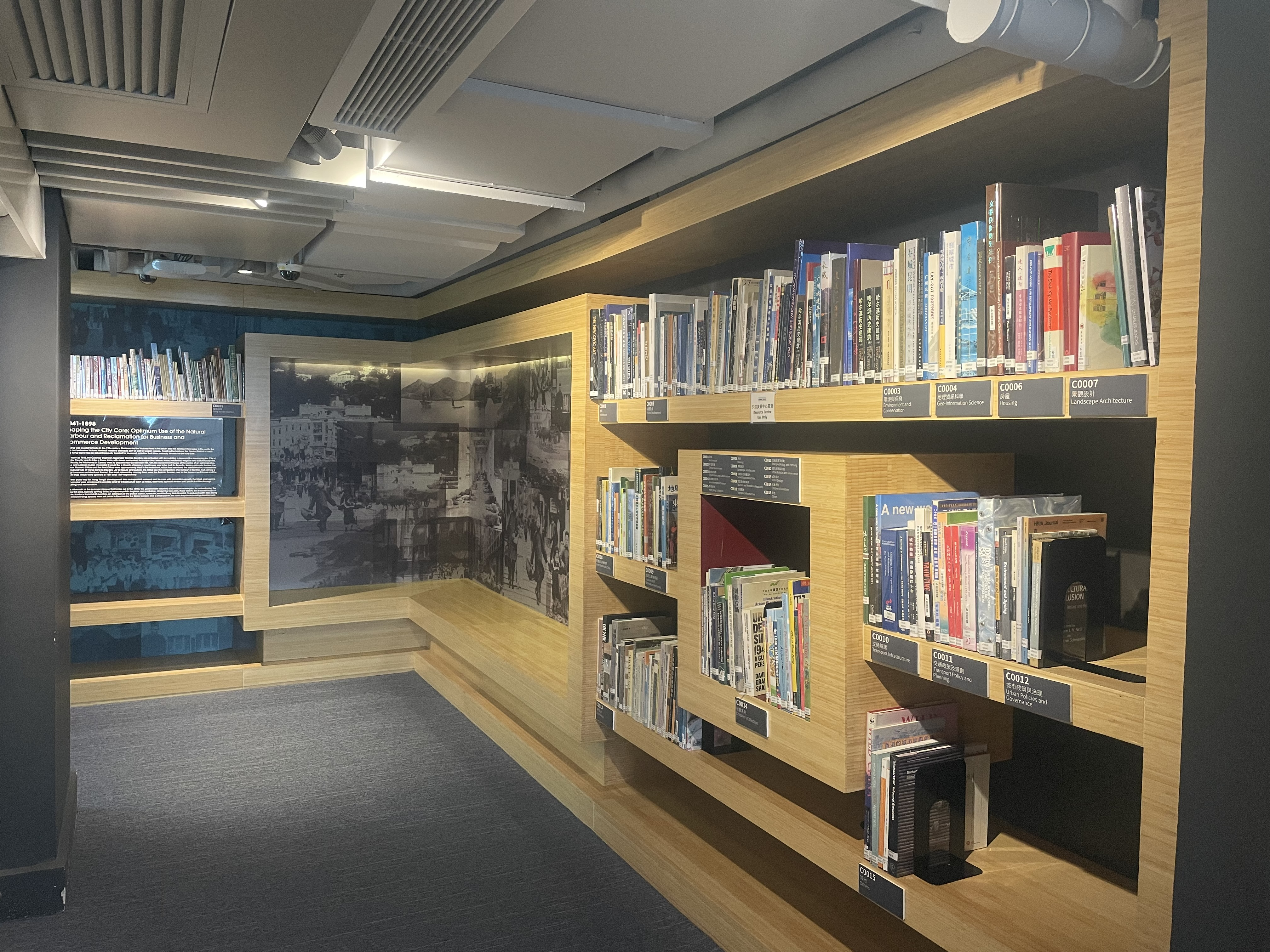
展‧望兩世紀
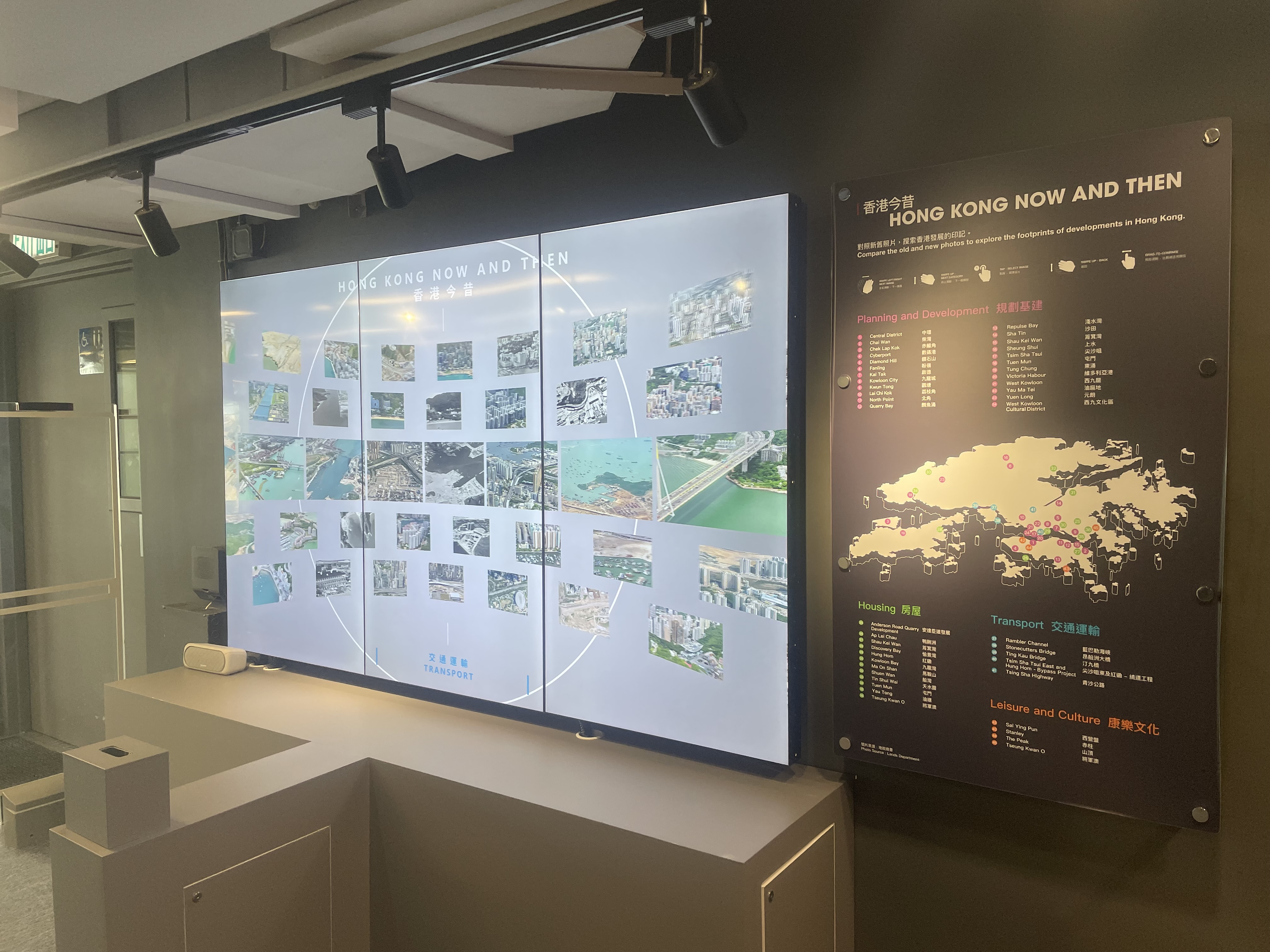
香港今昔
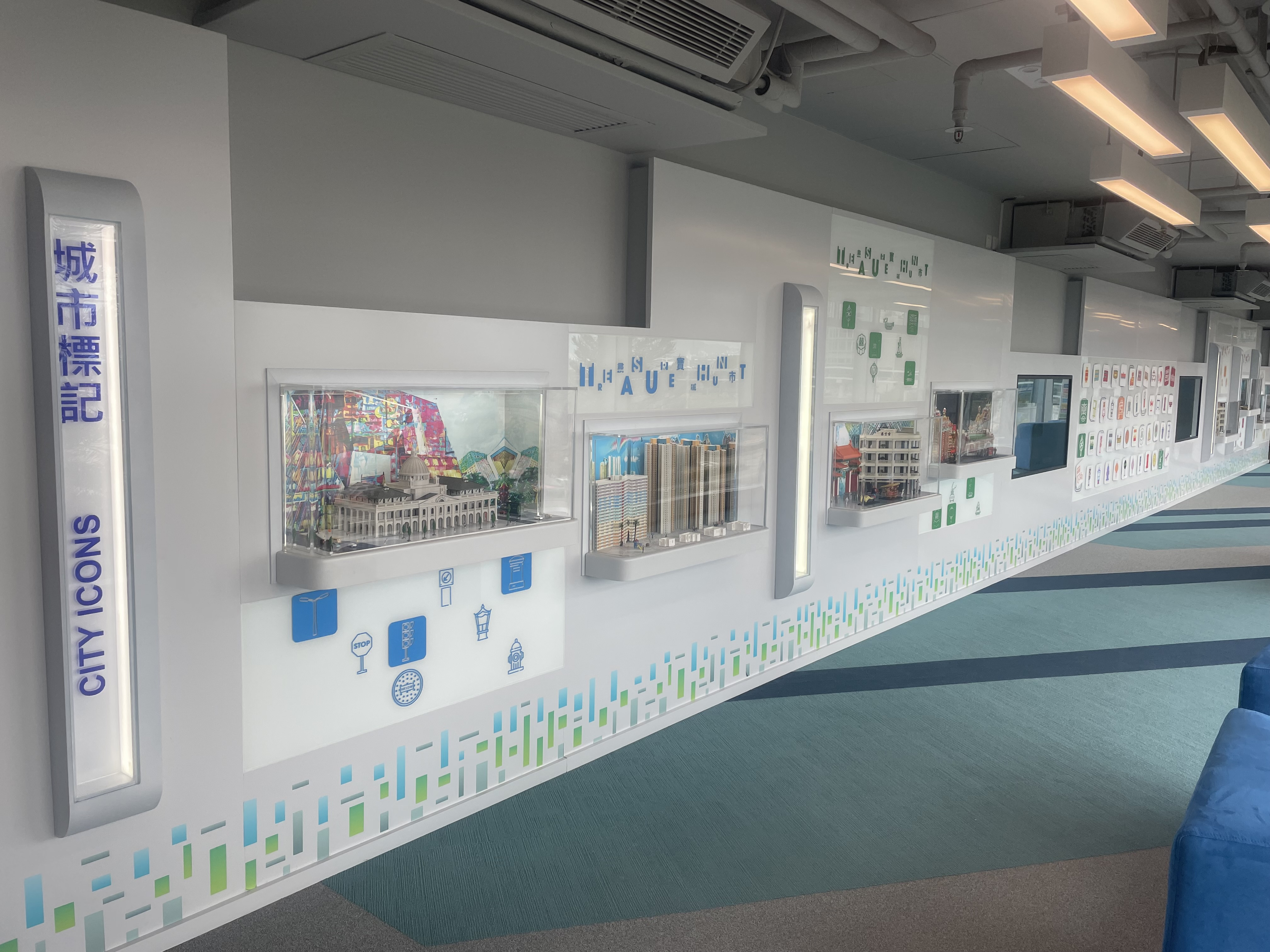
尋寶城市
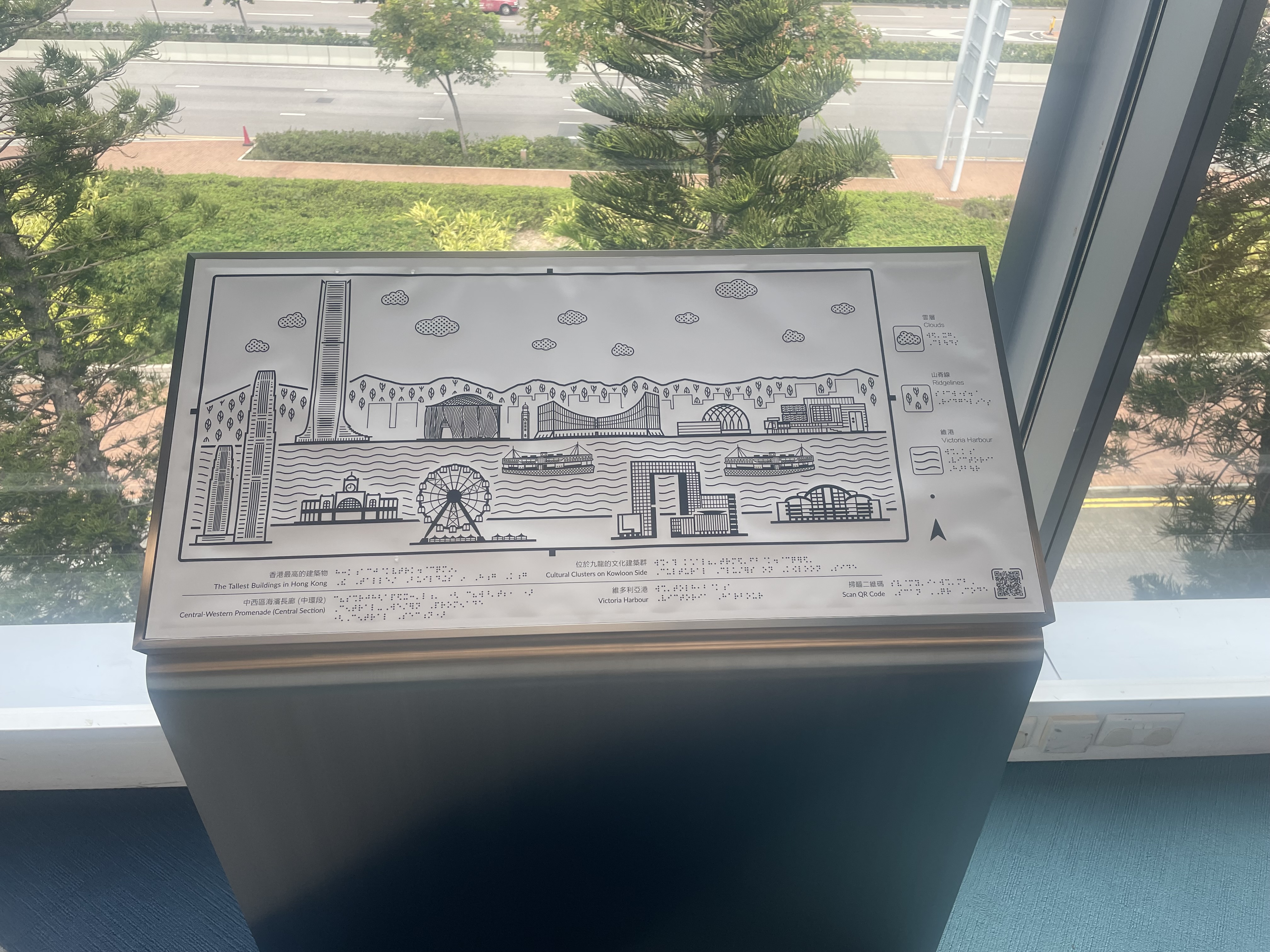
共融城市

#### 專題展覽
於2012年8月1日至9月21日，地下專題展覽區舉行「香港的獨特縮影」展覽，以19位藝術家的32件微型藝術作品，展示香港獨特的面貌。
為慶祝香港回歸二十周年，三樓多用途廳及主題放映曾在2017年6-7月臨時改建為「香港無限」展覽，而展城館外的公共空間亦曾設置「樂．遊香港」展覽，以配合各政府機構慶祝回歸活動。

## 舊館址

### 愛丁堡廣場臨時展館

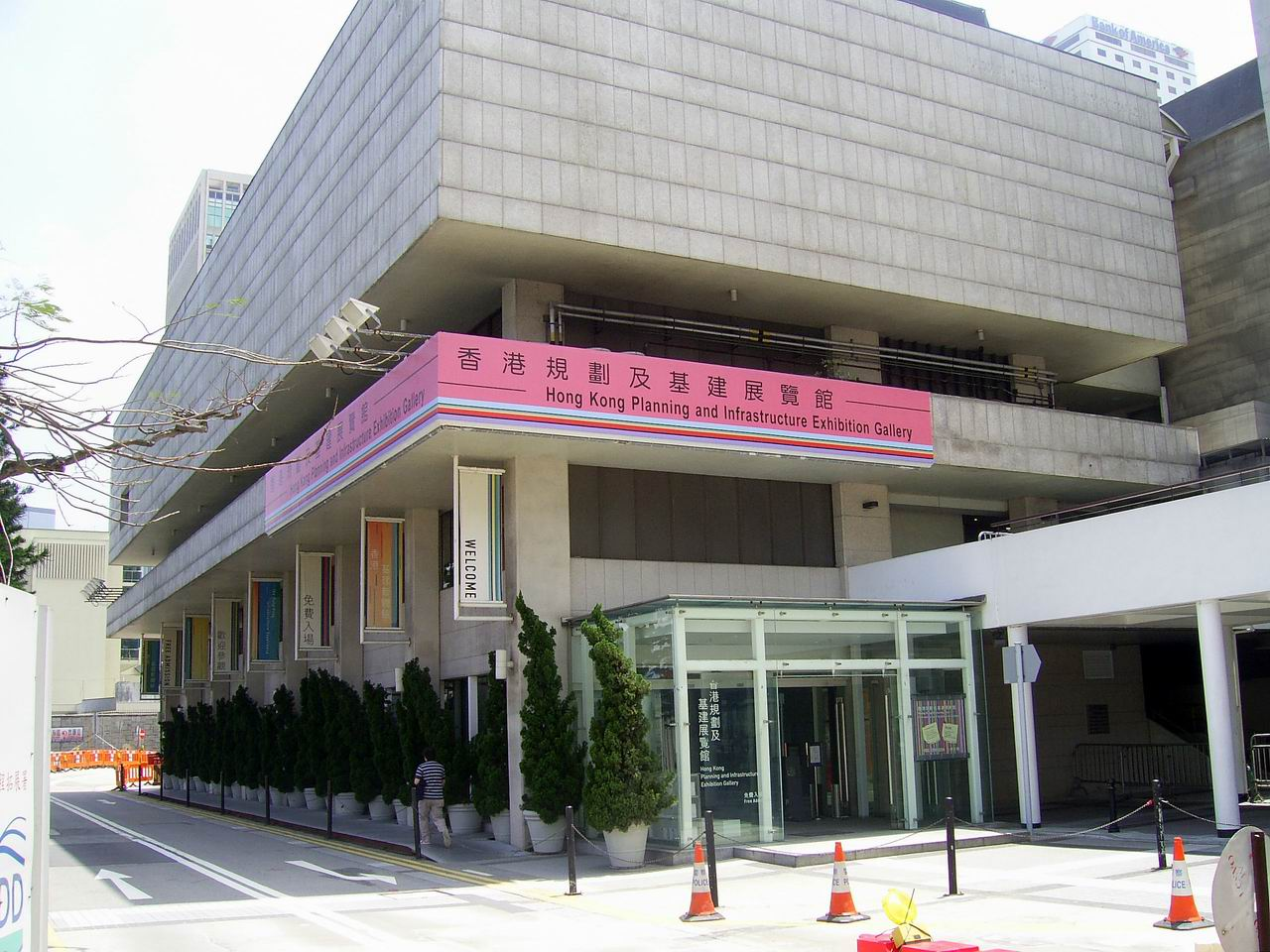
位於大會堂側的舊館址（於2009年4月關閉）

展館位於中環愛丁堡廣場3號地下，位於香港大會堂低座旁邊，佔地約460平方米，由 Oval Partnership 設計，於2002年7月3日至2009年4月20日期間運作。館內的展覽內容主要涵蓋香港的「城市規劃」、「旅遊」、「運輸物流」和「環境保護」等四方面，透過多媒體展品、立體模型及互動遊戲介紹香港未來的規劃發展。
重點展品
- 海港新發展全景 —— 參觀者可透過270度視角的電腦動畫，感受親身漫步中環至灣仔的海濱長廊及置身西九龍文娛藝術區內。
- 中環新海濱、香港濕地公園概念模型
- 西九龍填海區概念規劃比賽冠軍——Foster + Partners 帶領小組的概念模型
- 翱翔新市鎮 —— 參觀者可透過虛擬飛行，鳥瞰沙田、東涌和將軍澳等新市鎮
- 旅遊萬花筒 —— 參觀者可以選擇香港18個最受歡迎的旅遊景點作為背景，為自己拍攝照片，然後以電郵方式給家人和朋友
- 基建走廊 —— 一幅長約18.5米，按1：2500比例製成的香港模型（東起西貢，西至大嶼山），模型參照現實建物及規劃藍圖，呈現多個現有與已規劃的主要基建計劃；參觀者只要按動熒幕，就可以欣賞有關基建項目及規劃計劃的短片，配以特別的燈光效果

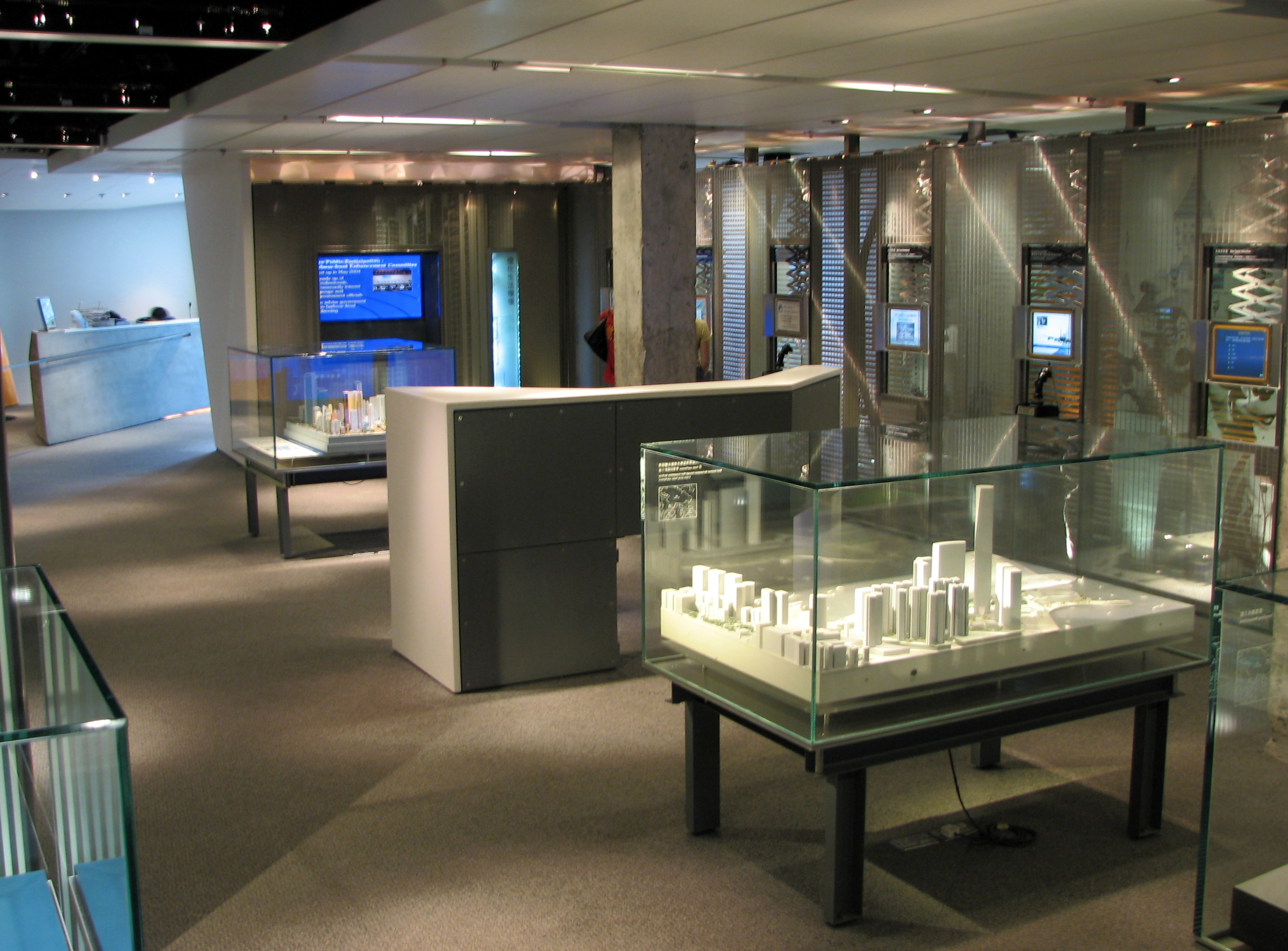
展館內部
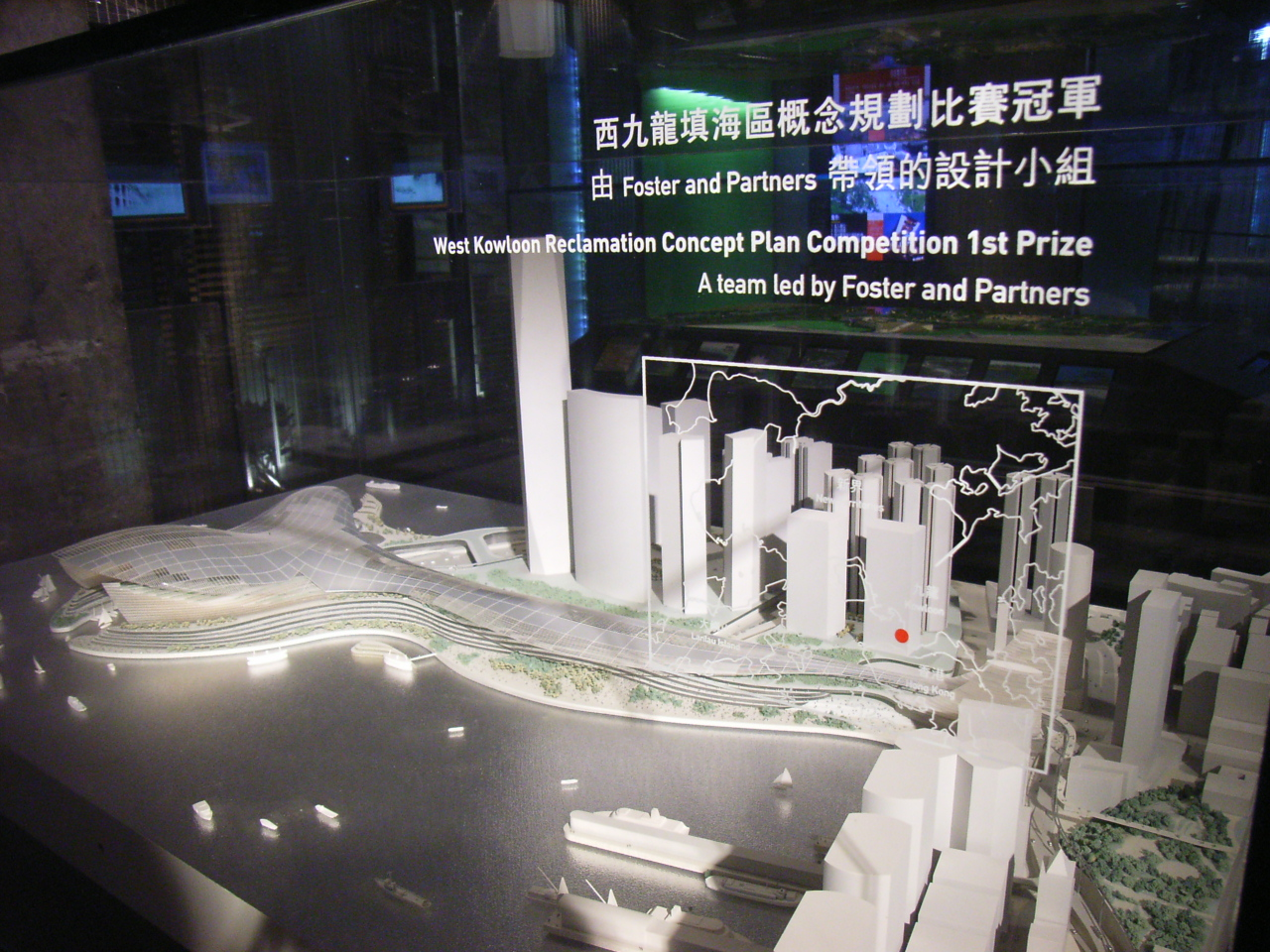
西九龍填海區概念規劃比賽冠軍概念模型
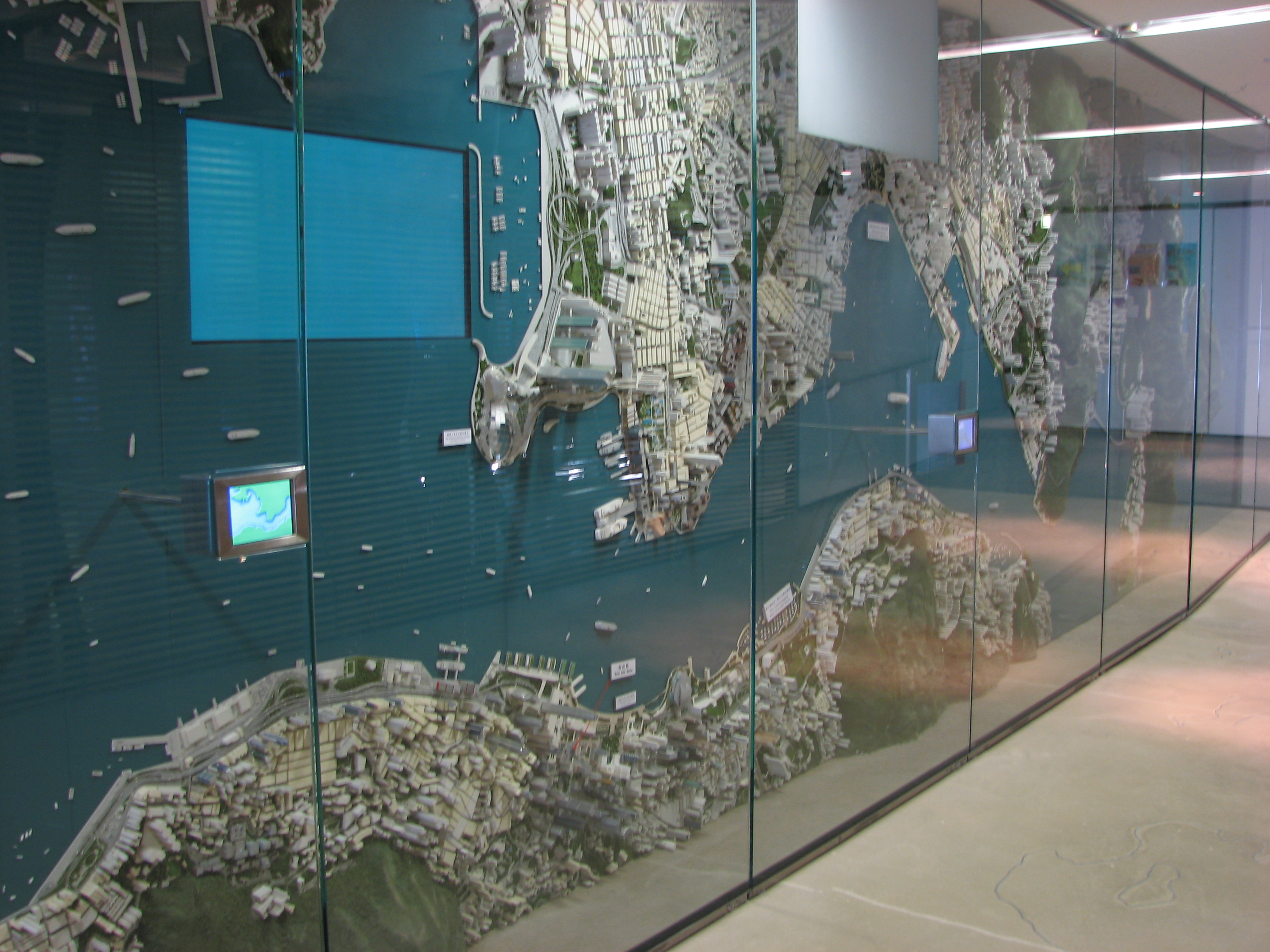
基建走廊

### 美利道停車場大廈臨時展館

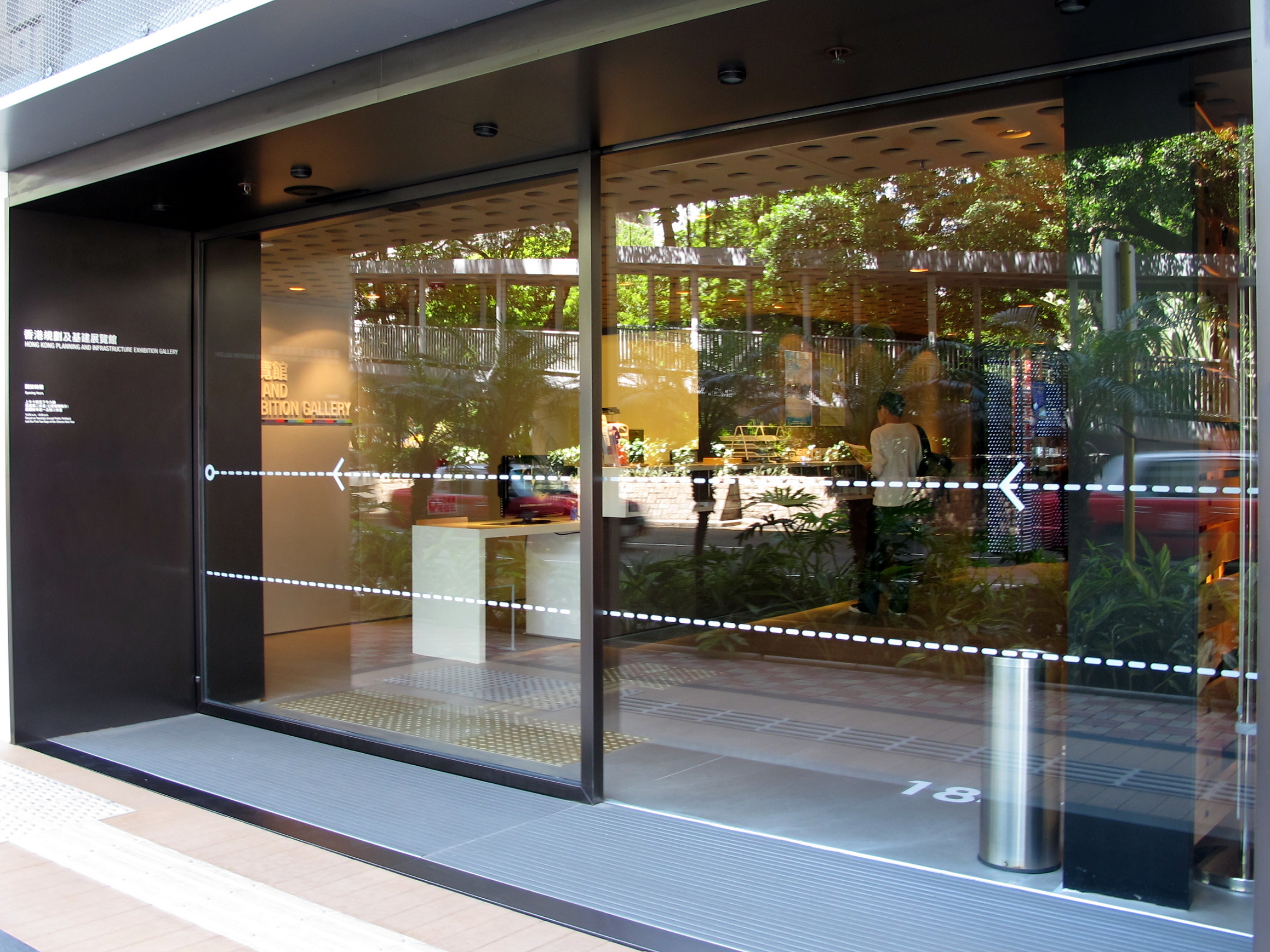
位於美利道停車場大廈的臨時展館（2010年）

展館位於中環美利道2號美利道停車場大廈地下，面積與愛丁堡廣場臨時展館相若，於2009年6月1日起運作，2012年5月1日關閉。館內的展覽內容主要涵蓋六個部份，包括「香港的印記」、「香港 2030」、「新啟德」、「運輸及物流」、「可持續發展」和「生活環境」。透過多媒體展品及立體模型，介紹香港未來的規劃發展。
- 香港的印記 —— 展示由1841年開埠至2008年香港人口的數目
- 香港2030 —— 參觀者可在該處欣賞短片，介紹三大規劃方向的發展策略
- 新啟德 —— 參觀者可透過立體模型及展版了解啟德發展區發展背景及特色
- 運輸及物流 —— 透過多媒體投射技術了解貫通香港與珠三角地區的鐵路及道路網
- 可持續發展 —— 透過多媒體投射技術及展版了解對歷史建築保護及郊野公園資料
- 生活環境 —— 透過影片及展版認識始何規劃優質海旁地區

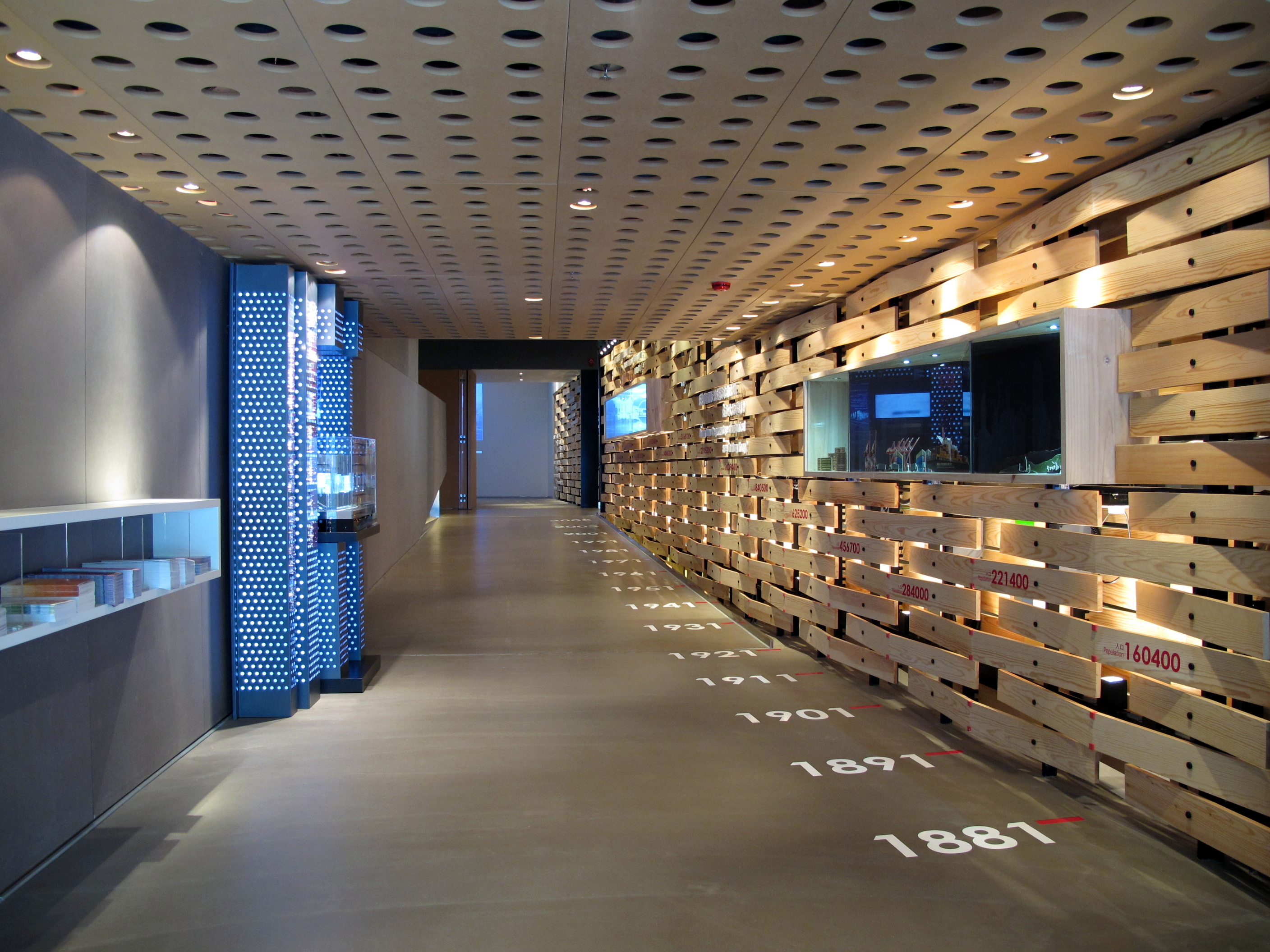
香港的印記
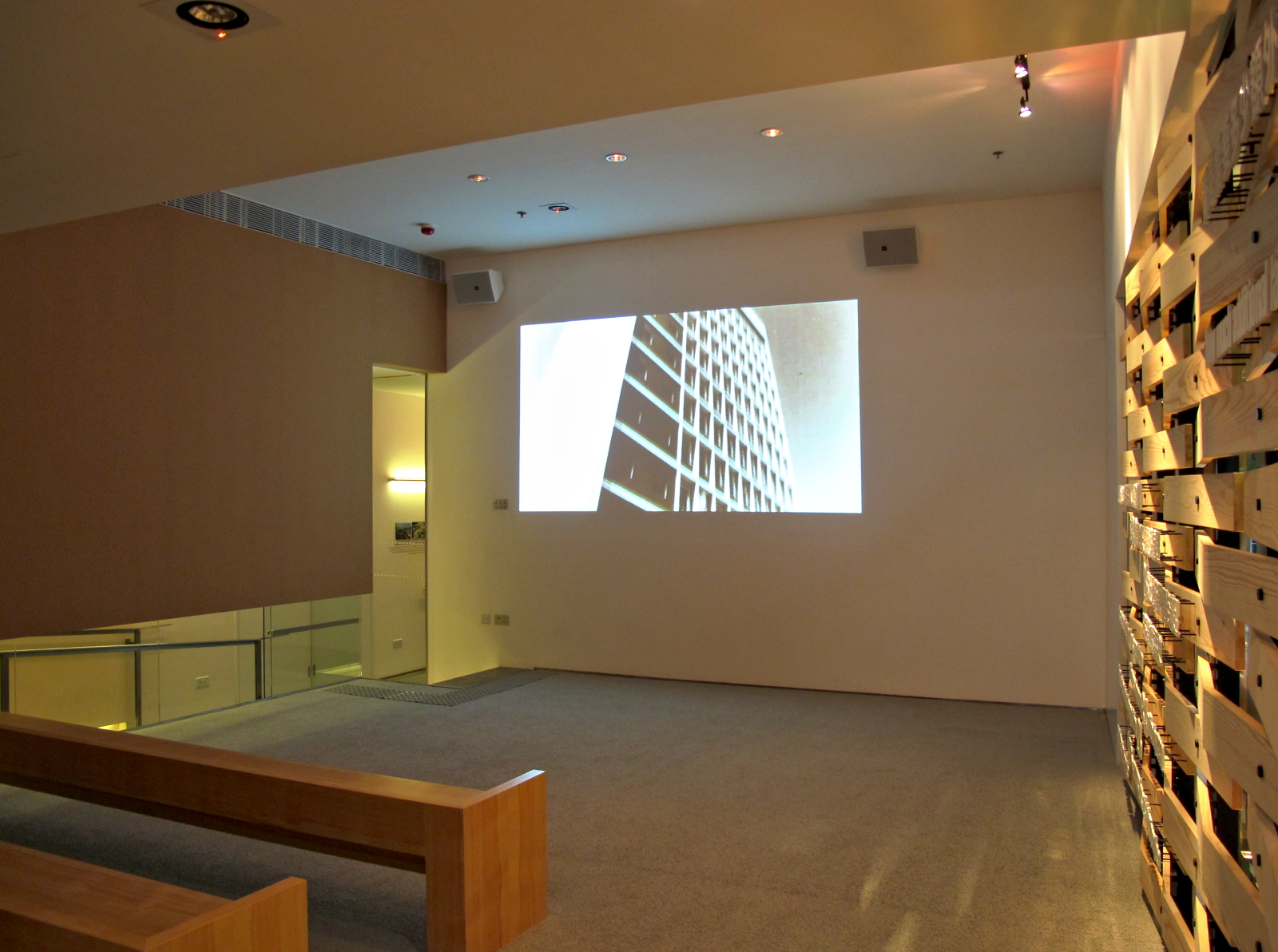
香港 2030
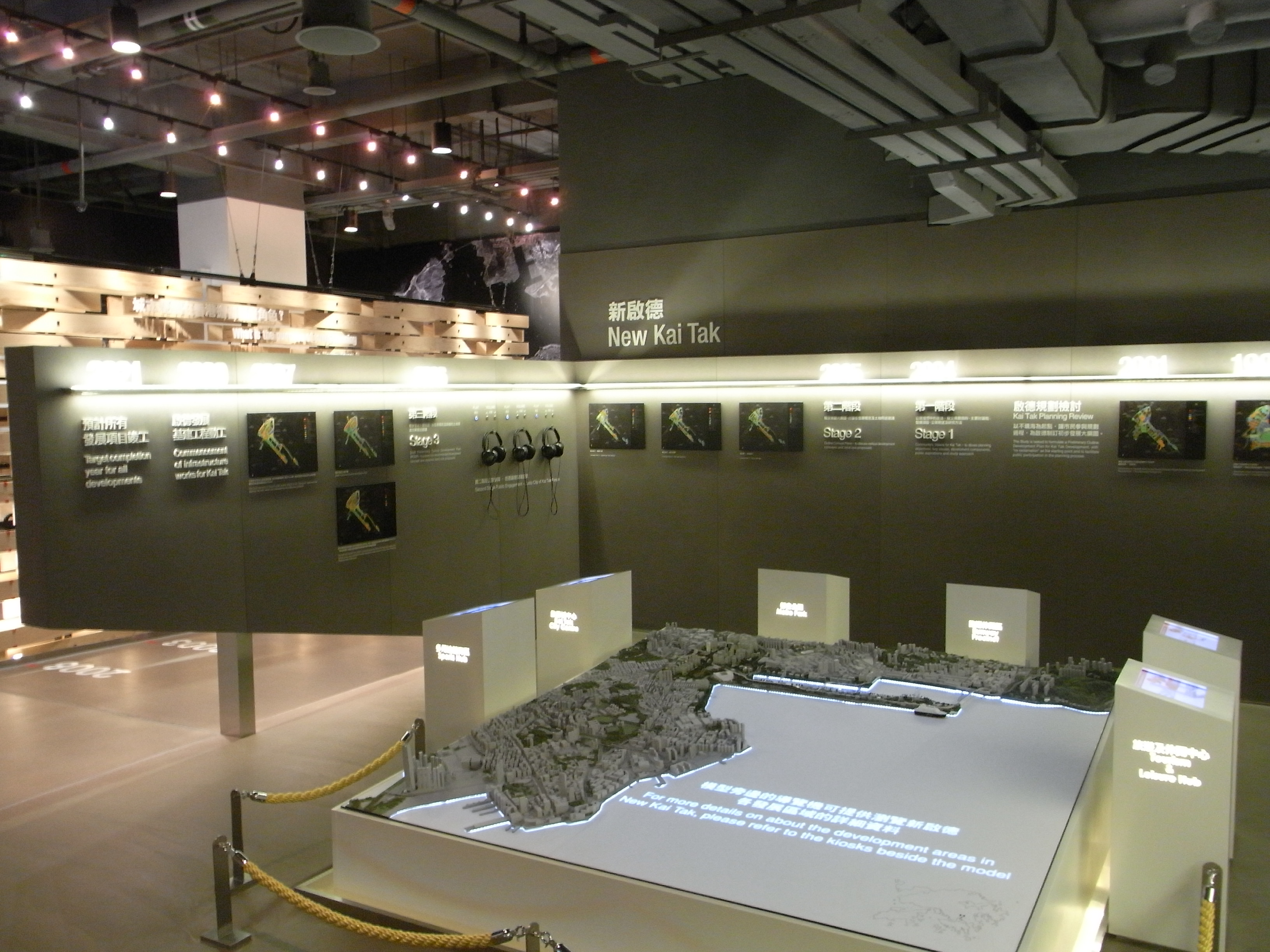
新啟德
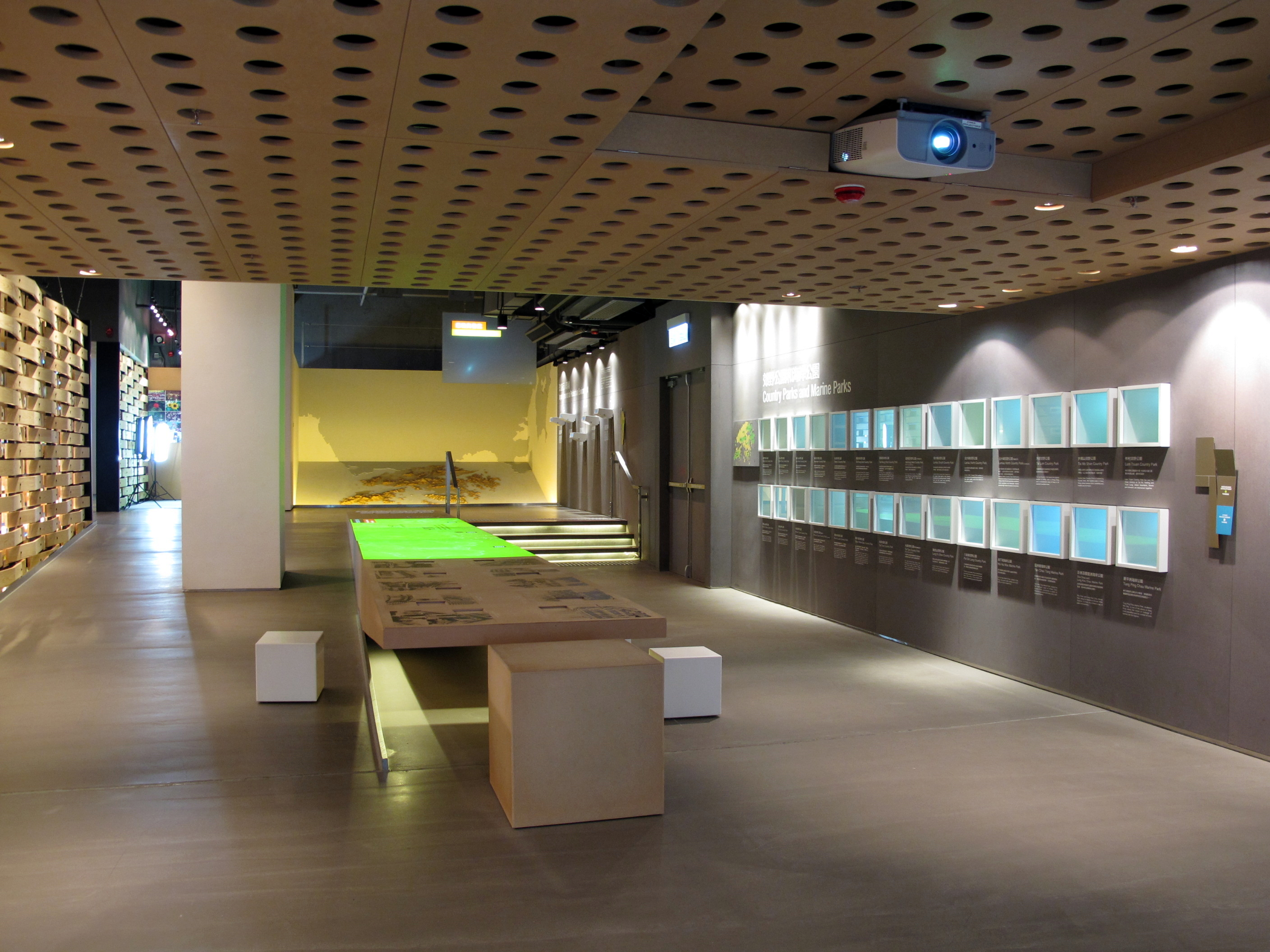
可持續發展

## 開放時間
- 星期一至四：上午10時至下午6時（逢星期二休館，公眾假期除外）
- 星期五、六、日及公眾假期：上午10時至下午7時
- 農曆新年初一及初二休館
- 免費入場[20]

## 外部連結
- 展城館 （页面存档备份，存于）
- 香港規劃及基建展覽館
- 香港旅遊發展局的景點介紹 （页面存档备份，存于）